# 玛丽莲·梦露
玛丽莲·梦露（出生名诺玛·简·莫滕森，1926年6月1日—1962年8月5日），美国女演员、模特和歌手。瑪麗蓮·梦露以饰演“金发傻妞”喜剧角色而闻名，是20世纪50年代和60年代初最流行的性感象征之一，并成为那个时代性革命的象征。瑪麗蓮·梦露成为一線女演员仅十年，但是於1962年的時候，她因意外而死亡。她的电影票房收入到1962年她意外死亡时达2亿美元。她在死后很长一段时间仍被视为一个主要的流行文化偶像。1999年，美国电影协会将瑪麗蓮·梦露评为好莱坞黄金时代最伟大的银幕传奇女星之一，位列第六名。
瑪麗蓮·梦露出生并成长于洛杉矶，童年的大部分时光在寄养家庭和孤儿院中度过，16岁時结婚。1944年，瑪麗蓮·梦露投身战争工作，进入一家工厂。在那她遇到了一位摄影师，并开始了自己成功的海报模特生涯。这份工作促成了与二十世纪福斯（1946－1947）和哥伦比亚影业（1948）的两个短期电影合约。在饰演了一系列小角色后，她在1951年与福斯签署一份新合约。在接下来的两年里，她出演了《豆蔻年华》、《妙药春情》、《夜间冲突》、《无需敲门》等电影并成为当红女星。在瑪麗蓮·梦露走红后，其早年拍摄的裸照遭到曝光，但这并没有损害她的事业，相反这一轶闻增加了人们对她电影的兴趣。
1953年时，瑪麗蓮·梦露凭借主演的三部电影成为最具票房号召力的好莱坞明星之一，其中黑色电影《飛瀑怒潮》表现出她的性感；喜剧《绅士爱美人》与《愿嫁金龟婿》则将她的明星形象塑造为“金发傻妞”。虽然她在职业生涯中对创建和管理公众形象发挥了重要作用，但她仍对工作室将她模式化与报酬过低感到失望。1954年初，她拒绝了一个电影项目，事业短暂中止，而回归后她主演的《七年之痒》（1955）成为其生涯中票房最成功的电影之一。因工作室仍然不愿更改合约，瑪麗蓮·梦露于1954年末成立了一家电影制作公司——玛丽莲·梦露制作（MMP）。1955年，瑪麗蓮·梦露致力于打造她的公司并在演员工作室学习方法演技。同年末，福斯给了她一份新合约，使她有了更大的控制权和更高的薪水。之后她出演了广受好评的《巴士站》（1956）和MMP首部独立制作的影片《游龙戏凤》（1957），并凭《热情如火》（1959）摘得金球奖最佳女主角桂冠。她最后完成的电影是剧情片《乱点鸳鸯谱》（1961）。
瑪麗蓮·梦露混乱的私生活受到了广泛关注。她挣扎于吸毒成瘾、抑郁和焦虑当中。她与棒球运动员乔·迪马乔和剧作家亚瑟·米勒有两段廣為人知的婚姻，但都以离婚告终。1962年8月5日，瑪麗蓮·梦露因服用过量的巴比妥类药物死于洛杉矶的家中，终年36岁。虽然她的死因被裁定为可能自杀，但在她死后几十年内仍有许多阴谋论传出。

## 经历与生涯

### 1926－1943年：童年与第一次婚姻

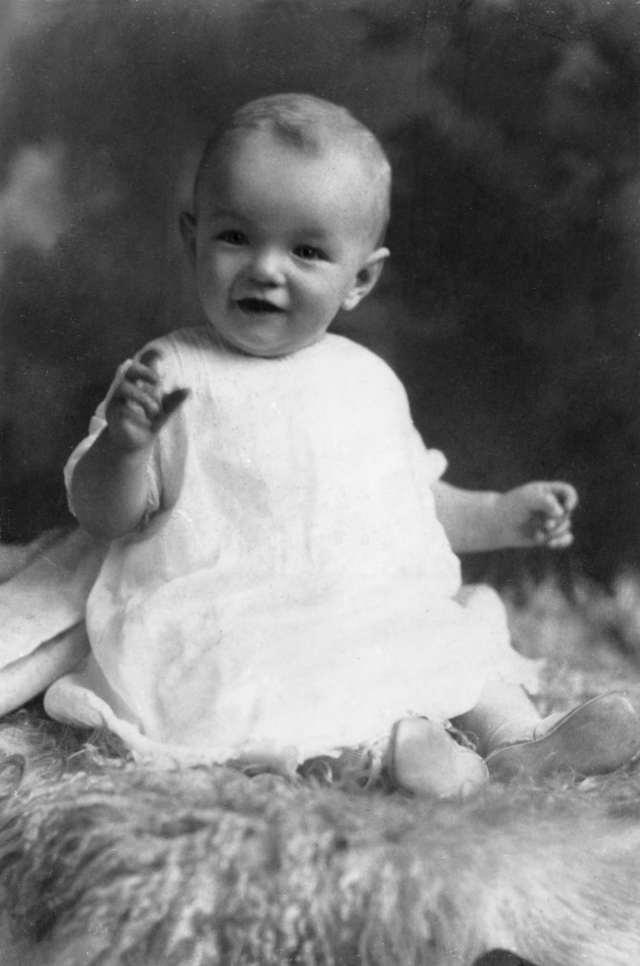
嬰兒時的瑪麗蓮夢露

1926年6月1日，梦露出生于洛杉矶市立和南加州大學医院的補助病房裏面，出生时名为诺玛·简·莫滕森。母亲格兰戴丝·皮尔·贝克（Gladys Pearl Baker，娘家姓梦露，1902年－1984年）是一名任职于哥伦比亚影业的负片剪辑师，梦露是她的第三个孩子。格兰戴丝在15岁那年嫁给了年长她9岁的约翰·牛顿·贝克（John Newton Baker），两人育有两个孩子罗伯特（Robert，1917年－1933年）与伯妮斯（Berniece，1919年－2014年）。格兰戴丝于1921年申请离婚，贝克带着孩子们返回了他的家乡肯塔基州。梦露直到12岁才被告知她有一个姐姐，而第一次和她见面已经是成年后的事情了。1924年，格兰戴丝与马丁·爱德华·莫滕森（Martin Edward Mortensen）再婚，但两人在她怀上梦露之前便已分居，并在1928年离婚。梦露生父的身份不明，贝克是她最常用的姓氏。
虽然梦露早期的童年生活过得稳定而快乐，但格兰戴丝在精神上和经济上都对这个孩子的降生没有任何准备；在梦露出生后不久，她就将其安置在加利福尼亚州一个乡村小镇霍桑的寄养家庭阿尔伯特（Albert）和伊达·勃兰德尔（Ida Bolender）一家。他们依据福音派基督徒的教义收养儿童。起初，格兰戴丝一直住在勃兰德尔家中亲自照顾婴儿，但1927年初长期的轮班工作迫使她搬回好莱坞。之后她每周末都回来探望女儿，并经常带她去看电影，到洛杉矶玩。
尽管勃兰德尔一家想领养梦露，但1933年夏，格兰戴丝觉得她已足够稳定，于是把梦露接回好莱坞，并在靠近好莱坞露天剧场的阿保尔大道（Arbol Drive）上买了一栋小房子。他们与一些房客和乔治（George）和莫德·阿特金森（Maude Atkinson）夫妇以及他们的女儿奈丽（George）共同居住。数月后的1934年1月，格兰戴丝精神失常，被诊断为偏狂型精神分裂症。在家休养了几个月后，她被送往诺沃克的大都会州立医院（Metropolitan State Hospital）。她在医院中度过了余生，此后很少与梦露联系。
梦露受到国家监护，其母好友葛蕾丝·麦基·戈达德（Grace McKee Goddard）负责她和她母亲的事务。接下来的4年，她住在几个寄养家庭里，而且经常转校。前16个月，她继续与阿特金森一家生活；后来她称她在此期间遭受了性虐待。1935年夏，她在葛蕾丝和欧文·“道克”·戈达德（Erwin "Doc" Goddard）一家以及其他两户人家短暂居住，直到1935年9月被送至洛杉矶孤儿院。虽然孤儿院是一个“典范机构”，并且受到她同龄人的积极评价，但梦露发现把她放在那使她精神受创，因为她觉得“似乎没有人要我”。

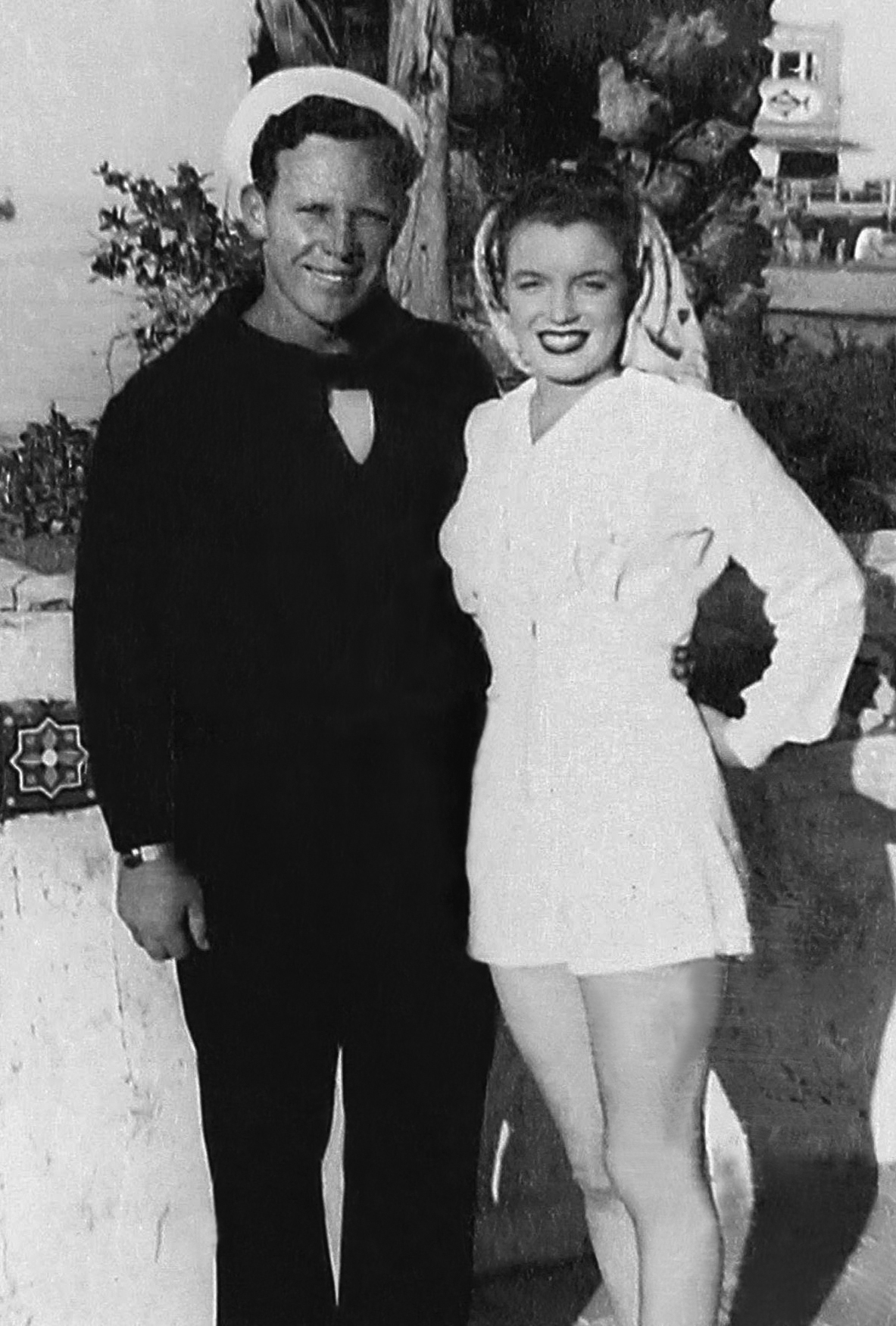
梦露和第一任丈夫詹姆斯·多尔蒂，摄于约1943年或1944年

孤儿院的工作人员觉得梦露生活在一个家庭中会更幸福，在他们的鼓励下，葛蕾丝于1936年成为她的法定监护人，但她直到1937年夏天才将其从孤儿院接走。因为道克对她进行性骚扰，梦露第二次入住戈达德家仅持续了几个月。之后梦露陆续在洛杉矶和康普顿的她和葛蕾丝的几位亲戚朋友家居住。1938年9月，梦露找到了一个更稳定的住所，她开始与葛蕾丝的姑妈安娜·艾奇逊·洛尔（Ana Atchinson Lower）住在西洛杉矶。她进入艾默生初中就读，每周去基督科学教会与洛尔一起服务。由于老洛尔的健康问题，梦露于1940年底或1941年初回到葛蕾丝身边，二人同住于范奈兹。从艾默生毕业后，她升入范奈司高中读书。
1942年初，道克·戈达德工作的公司要求其搬家至西弗吉尼亚州。受加州法律限制，戈达德无法将梦露带到其他州，她面临着重新返回孤儿院的可能。作为一种解决方法，梦露于1942年6月19日嫁给了邻居21岁的儿子，洛克希德公司的工人詹姆斯·“吉姆”·多尔蒂（James "Jim" Dougherty），那时她刚满16岁。传记作者对他们是否已在约会或婚姻是否完全由葛蕾丝安排一事存在分歧。梦露随后从高中辍学，成为一名家庭主妇。然而她并不喜欢这段经历，后来称“婚姻并没有让我感到难过，但它也没有使我感到幸福。我们很少与对方交流，这不是因为我们在生气，而是我们没有什么可说的。我要无聊死了。”1943年，多尔蒂应征参加商船队。他最初驻守在南加州近海的圣卡塔利娜岛，梦露和他一直住到1944年4月，后来他被运往太平洋停留近两年。多尔蒂离开后，梦露搬去和他的父母居住并进入Radioplane兵工厂工作，一为参与战备，二为赚钱。

### 1944－1949年：模特事业与电影首秀

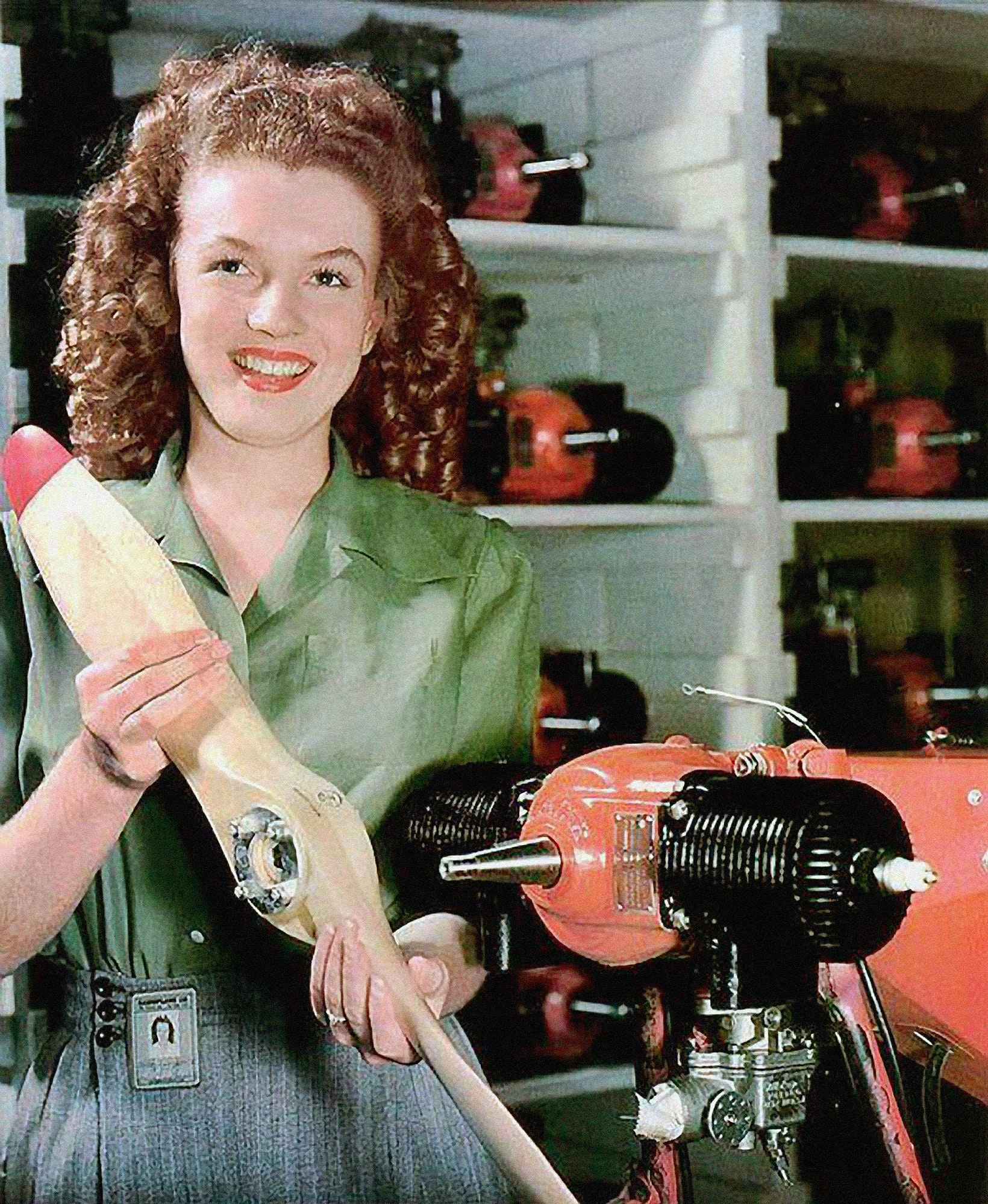
大卫·康诺弗于1944年底拍摄的梦露照片，当时她仍在Radioplane工厂工作

1944年底，梦露遇到了摄影师大卫·康诺弗，他被美国陆军航空军第一影视部队（FMPU）派到工厂拍摄女职工的照片以鼓舞士气。虽然她的照片没有被FMPU使用，但她于1945年1月辞去了工厂的工作，成为康诺弗和他朋友的模特。她搬出公婆家，违抗他们和她丈夫的意思，于1945年8月与蓝皮书模特经纪公司（Blue Book Model Agency）签约。开始工作时，她偶尔以简·诺曼（Jean Norman）为名，为了使自己看起来更加称职，她将咖啡色卷发拉直并染成金色。她的身材被认为更适合海报女郎而不是时尚造型，所以她主要为广告和男性杂志工作。据公司老板埃米琳·斯尼维丽（Emmeline Snively）的说法，梦露是公司中最有抱负和最勤劳的模特之一；截至1946年春，她登上了33个出版杂志的封面，如《万象》、和等。
有感于梦露的成功，斯尼维丽于1946年6月为她安排了一家演艺公司的合约。在派拉蒙电影的面试并不成功，但后来一位二十世纪福斯的高管本·里昂给予了她一次试镜的机会。主管达里尔·F·扎努克对此并不上心，但为避免她被竞争对手雷电华电影（RKO）挖走，他被说服给予她标准六个月的合约。梦露于1946年8月开始执行合约，并在里昂的参与下取了艺名“玛丽莲·梦露”（Marilyn Monroe）。姓氏Monroe取自其母亲的本姓，其中該姓氏常被譯為「門羅」；名由里昂所起，取自百老汇明星玛丽莲·米勒。1946年9月，为让她专注于演艺事业，她被准许与多尔蒂离婚。

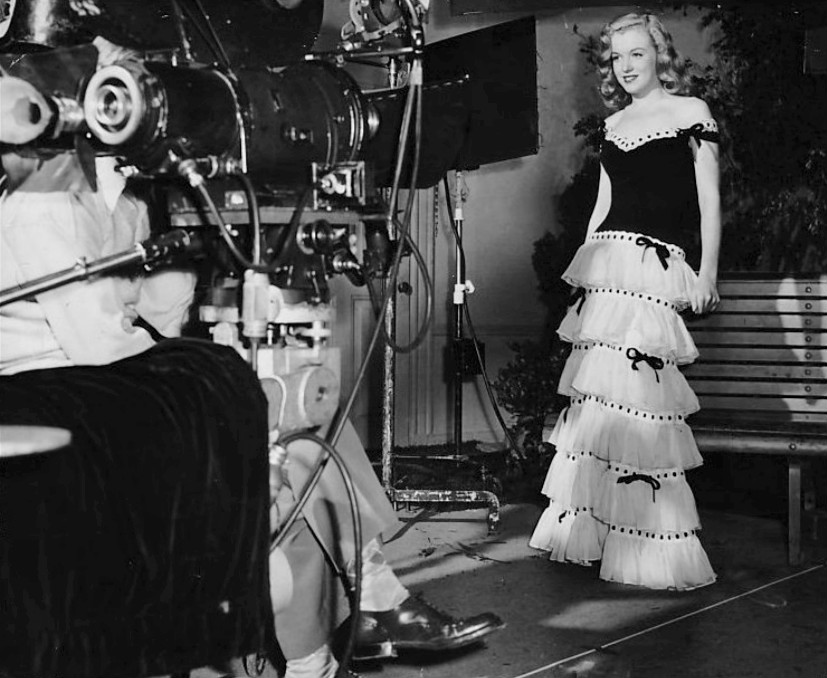
梦露于1947年作为二十世纪福斯的签约演员在工作室拍摄宣传照。她出演了两个电影小角色，并于一年后离开福斯

梦露在合约生效的头几个月并没有出演电影角色，而是在表演、唱歌和舞蹈班中度过。为更深入地了解电影行业并提升自己的水平，她还在工作室花了不少时间观察别人的工作。梦露于1947年2月续签了合约，当年春天她接到了两个电影角色的演出：剧情片《危险的年代》（1947）中九句台词的女服务员和喜剧《斯库达，呼！斯库达，嘿！》（1948）中只有一句台词的角色。工作室还让她参加了一个教授群体剧场技术的表演学校演员实验室剧院；她后来说这是“我第一次体会到了什么是真正的演技，我迷上了它”。梦露的合约于1947年8月到期，她未续约并重回模特事业，但偶尔也在工作室打打零工。
她立志做一名演员，继续在演员实验室上课，并于10月份在布利斯-海登剧院的短期戏剧《魅力首选》（Glamour Preferred）中出演金发致命女郎，但影片并未引起任何主要刊物的关注。为了推销自己，她经常光顾制片人的办公室，结识了八卦专栏作家西德尼·斯科尔斯基，还宴请在工作室聚会中有影响力的男客人，这种做法在她在福斯时就已开始了。她也成为了福斯高管约瑟夫·M·申克的朋友和不固定的性伴侣，后者说服其朋友哥伦比亚影业的主管哈里·科恩于1948年3月签下她。
在福斯她的角色一直是“邻家女孩”的形象，而在哥伦比亚她开始模仿丽塔·海华丝和珍·哈露。梦露的发际线通过电解而有所提高，她的头发被染白，甚至到更亮的铂金色。她开始与工作室总戏剧教练娜塔莎·莱泰丝（Natasha Lytess）一同工作，莱泰丝的梦露导师职位一直当到1955年。她在工作室唯一出演的电影是小成本音乐剧《歌舞团的女人们》（1948），饰演一名被富人求婚的合唱团姑娘，这是她第一次主演电影。在制作期间，她与声乐指导弗雷德·卡格尔（Fred Karger）交往，他曾花钱治好了她的轻微牙齿覆咬合。尽管担任了主演，但梦露的合约并未延续。《歌舞团的女人们》于10月上映，并未获得成功。
1948年9月离开哥伦比亚影业后，梦露成为威廉·莫里斯经纪公司副总裁约翰尼·海德的被保护人。海德逐渐成为她的代表人，他们很快发展到了性关系，但她拒绝了他结婚的提议。为了促进梦露事业的发展，他付钱为她的下巴植入了硅胶假体，并且很可能将其用于隆鼻。他还为她安排了马克思兄弟的电影《爱之欢乐》（1950）的一个小角色。梦露还继续着模特工作，1949年5月汤姆·凯利为其拍摄了裸照。尽管她在《爱之欢乐》中起到的作用非常小，但她仍被挑选参加电影当年夏天在纽约的巡回宣传。

### 1950－1952年：实现突破

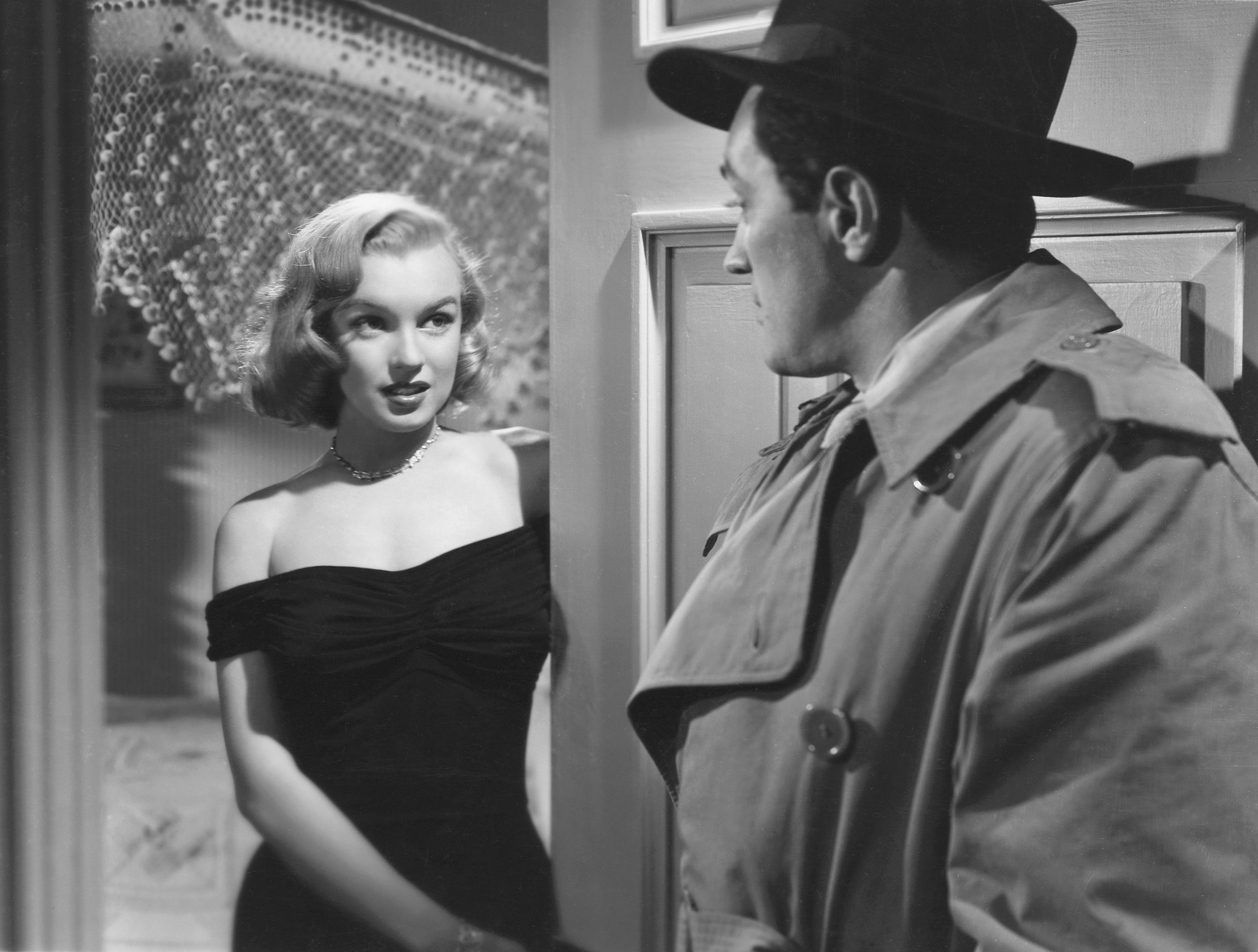
梦露在约翰·休斯顿执导的《夜阑人未静》（1950）中饰演一名罪犯的情妇安吉拉，这是她早期被评论界注意的演出之一

梦露在1950年上映的6部电影中都有出演。她在《爱之欢乐》、《去托马霍克的票》、《火球》、《铁臂金刚》中短暂亮相，并且还在两部广受好评的影片中露面：约翰·休斯顿执导的犯罪片《夜阑人未静》与约瑟夫·曼凯维奇导演的剧情片《彗星美人》。在前者中，梦露扮演一名老年犯的年轻情妇安吉拉（Angela）。虽然出场时间仅有五分钟，但杂志《电影剧》也提到了她的名字，斯波托称其“实现了从电影模特到正规女演员的转变”。在《彗星美人》中，梦露扮演一名年轻单纯的女演员卡斯威尔小姐（Miss Caswell）。
继梦露凭这些角色获得成功后，海德于1950年12月与二十世纪福斯谈判达成了为期7年的合约。仅仅几天后，他就因心脏病发作去世了，这使得梦露十分崩溃。她沉浸在悲痛之中，而1951年同样成为了她知名度提升之年。3月，她成为第23届奥斯卡颁奖典礼的主持人，9月杂志《科利尔》公布了她的完整简介，它是第一个公布其完整资料的全国性杂志。她在四个低成本影片中出演配角：米高梅的剧情片《家乡的故事》以及福斯的三部比较成功的喜剧片《豆蔻年华》、《爱巢》和《让我们堂堂正正结婚吧》。斯波托称所有的四部电影都体现了她“作为性感装饰的本质”，但她也受到了一些影评人的好评：《纽约时报》的博斯利·克劳瑟用“精湛”一词形容她在《豆蔻年华》中的表现，《洛杉矶每日新闻》的以斯拉·古德曼（Ezra Goodman）称在《爱巢》中她是“最亮眼、前途无量的女演员之一”。为了进一步提升自己的演技，梦露开始跟随迈克尔·契诃夫和默剧师洛特·戈斯拉尔（Lotte Goslar）学习。她在观众中的知名度也越来越大：她每周能收到数千封粉丝的邮件，军报《星条旗》将其评为“1951年度芝士蛋糕小姐”，这反映出了当时朝鲜战争参战士兵的喜好。在私人生活方面，梦露与导演伊利亚·卡赞交往，还与另外几名男子有几次简短的约会，包括导演尼古拉斯·雷、尤尔·伯连纳和演员彼得·劳福德。

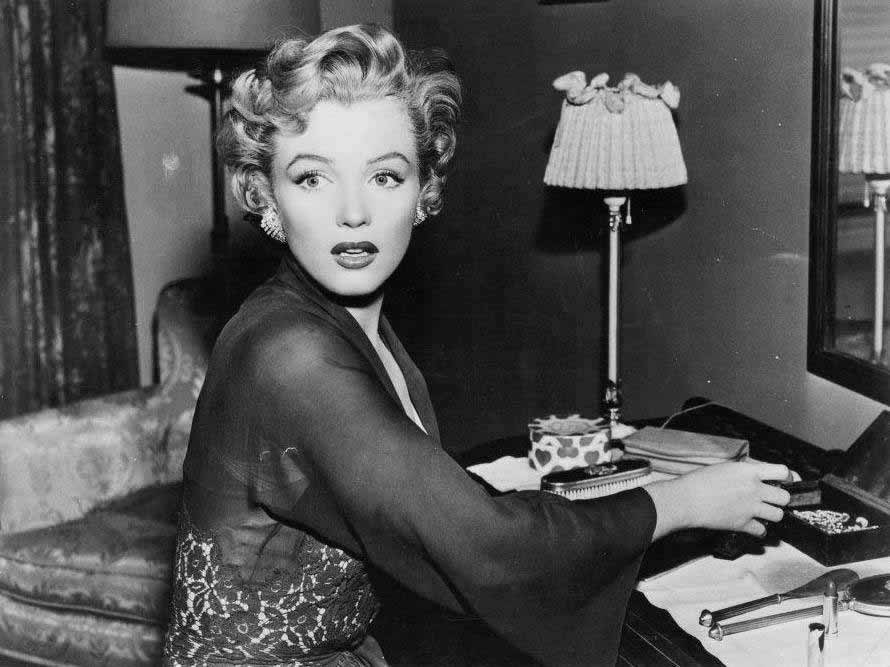
梦露在惊悚片《无需敲门》（1952）中扮演一名精神失常的保姆

与福斯签约的第二年，梦露成为了头牌女演员，八卦专栏作家弗洛拉贝尔·缪尔将其列为当年的“时尚女孩”（It girl），赫达·霍珀称其从“芝士蛋糕小姐”变身为“票房杀手”。2月，好莱坞外国记者协会授予梦露“最佳年轻票房人物”的称号，同月她开始高调宣传与已退役纽约洋基队员乔·迪马乔的恋情，后者是那个时代最著名的体坛人物之一。次月，梦露的一个丑闻被曝光，她在采访中透露她曾于1949年摆拍过裸照，并将其印在了日历上。工作室已于几星期前得知了这些照片的存在，为避免对她的职业生涯造成潜在的灾难性影响，他们和梦露决定公开这一信息，同时强调她只能在财政形式严峻的情形下放出。这一策略成功博得了公众的同情，并增强了公众对她的电影的兴趣：下个月，她登上了《生活》杂志的封面，标题为“好莱坞的谈话”（The Talk of Hollywood）。新的性感符号和其他宣传噱头在当年拔高了梦露的名声，例如在美利坚小姐选美游行时，时任游行大礼官的她穿着一件露骨的连衣裙；对八卦专栏作家厄尔·威尔逊声称她平时不穿内衣。

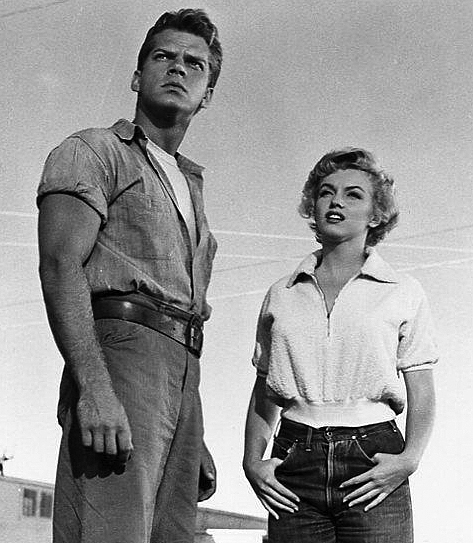
梦露与联合主演基斯·安德斯于《夜间冲突》（1952），这部电影让梦露表现出了更大的表演跨度

梦露在1952年夏上映的三部取得商业成功的电影中出演。第一部是弗里茨·朗执导的剧情片《夜间冲突》，她临时加盟雷电华电影并饰演了对她而言并不典型的角色——鱼罐头厂工人，这使得她能表现出更大的表演跨度。梦露的表演受到了正面评价：《好莱坞报道》称“她的出色演绎不愧于她的主演地位”，《综艺》杂志写到她“有一个轻松的表演，这让她必然会赢得大众喜爱”。之后她在喜剧《未婚伉俪》中主演了一位选美佳丽，并在惊悚片《无需敲门》中主演一名精神失常的保姆。据《未婚伉俪》编剧娜娜莉·约翰逊所述，前者的角色仅仅为了“展现玛丽莲穿两套不同泳衣的样子”，而后者是一个载体，表明她可以饰演戏剧成分较重的角色。《无需敲门》受到的评价褒贬不一，《纽约时报》的克劳瑟（Crowther）认为梦露对高难度角色的表演没有经验，《综艺》则指出剧本是电影的问题所在。梦露接下来在霍华·霍克斯导演的脱线喜剧《妙药春情》中饰演一位秘书，与加里·格兰特演对手戏。影片于1952年10月上映，这是她首次饰演一个“傻笨幼稚的金发女郎，天真地没有意识到她的性感为她周围带来的混乱”，标志着她在职业生涯中开始树立起固定形象。梦露当年参演的最后一部电影是《绵绣人生》，在其中扮演一个次要的妓女角色。
这段时期梦露在电影片场出现了一些问题，她的职业生涯也因此逐步恶化：她经常迟到或者根本不到场，记不清台词，要求重拍多次直到她对自己的表现感到满意为止。她对表演教练十分依赖，先是娜塔莎·莱泰丝，后来是保拉·斯特拉斯伯格，这也让导演感到恼火。梦露的问题被归咎于追求完美、低自尊与怯场。她讨厌不能掌控电影布景工作，她在以前的写真拍摄时期从来没有经历过类似的问题，那时她可以更自主而不像现在只能跟剧本走。为了减轻她的焦虑与慢性失眠，她开始使用巴比妥类药物、安非他明和酒精，这也加剧了她的问题，直到1956年她变得严重上瘾。莎拉·丘吉维尔称梦露的一些行为是对她的男联合主演和导演的优越感以及性别歧视的回应，这在她的职业生涯后期尤为突出。同样，洛伊丝·班纳也指出她曾被许多导演欺负 。

### 1953年：后起之秀

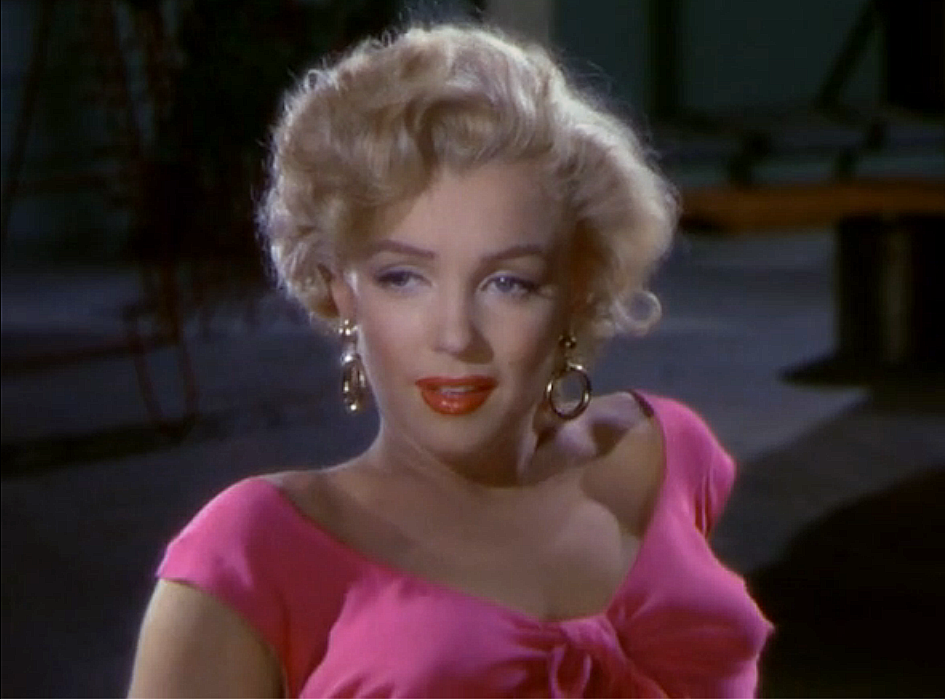
梦露在黑色电影《飛瀑怒潮》（1953）中饰罗丝·卢米斯（Rose Loomis），展现了她的性感魅力

梦露在1953年上映的三部电影中担任主演，成为新兴的性感符号和好莱坞最卖座的演员之一。 第一部是特艺七彩黑色电影《飛瀑怒潮》，她扮演一名策划谋杀亲夫的“蛇蝎美人”。那时，梦露与其化妆师阿兰·“惠特”·斯尼德制定了适用于她的化妆造型：乌黑的眉弯、苍白的皮肤 、“闪耀的”红唇以及一颗美人痣。据莎拉·丘吉维尔（Sarah Churchwell）所说，《飛瀑怒潮》是梦露生涯中最鲜明地表现性感的电影之一，片中出现了她的身体仅被床单或毛巾遮盖的场景，这令当代观众感到震惊。其中最著名的一幕是一个30秒的长镜头，拍摄了梦露走路时臀部晃动摇摆的情景，这一镜头在电影营销中被频繁使用。
《飛瀑怒潮》于1月上映后，女性俱乐部运动抗议了这种不道德的行为，但影片很受观众欢迎，票房进账600万美元。《综艺》认为电影“老掉牙”而且“病态”，《纽约时报》评论道“瀑布和梦露小姐是看点”，尽管梦露“此时可能不完美......但她可以做一个魅力十足的女演员，甚至在她走路时也不例外。”梦露继续以暴露的着装吸引人们的眼球，其中最知名的是一件紧身的金色拉梅面料的裙子，这是梦露在1953年1月领取《电影剧》“最快进步新星”奖时的穿着，老牌明星琼·克劳馥向媒体表示其行为“对于一位女演员和女士来说是不得体的”。

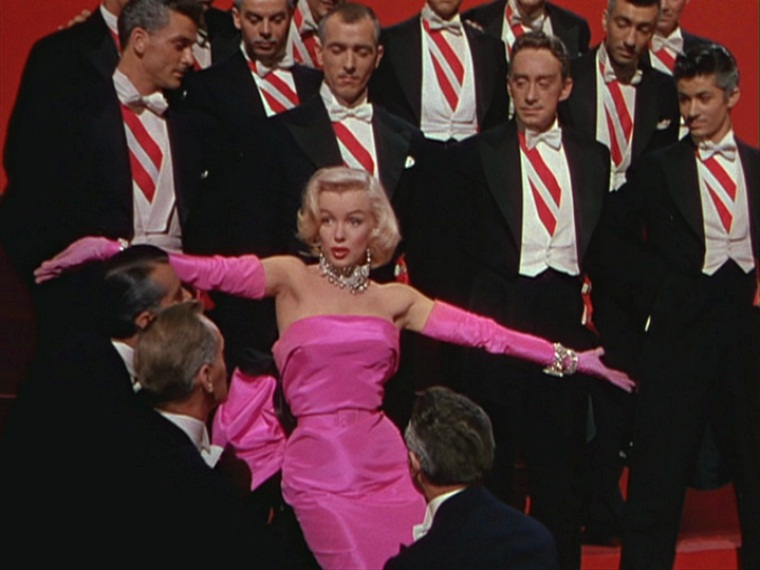
梦露在《绅士爱美人》（1953）中表演《钻石是女孩最好的朋友》

《飛瀑怒潮》树立了梦露的性感符号形象和她的“相貌”，而她当年主演的第二部电影讽刺性音乐喜剧《绅士爱美人》则将其银幕形象确立为“金发傻妞”。影片根据安妮塔·露丝的同名畅销小说及其百老汇版本改编， 刻画了两个“傍大款”的歌舞女郎罗蕾莱·李（Lorelei Lee）和多萝西·肖（Dorothy Shaw）（分别由梦露和简·拉塞尔扮演）。罗蕾莱的戏份起初打算给贝蒂·格拉布尔，在20世纪40年代她是二十世纪福斯旗下最受欢迎的“金发美人”（Blonde bombshell）；而梦露很快在吸引男女观众方面超越了她。作为影片的宣传活动的一部分，她与拉塞尔于6月在格劳曼中国戏院外潮湿的混凝土上留下了她们的手印和脚印。不久后《绅士爱美人》上映，并以530万美元超过制作成本一倍的票房收入成为当年票房最成功的电影之一。克劳瑟和《综艺》的威廉·布罗格登（William Brogdon）都对梦露给予好评，尤其对她在歌曲《钻石是女孩最好的朋友》中的表演赞赏有加；布罗格登称她表现出了“为歌曲助兴以及提升场景吸引力的能力”。

梦露与贝蒂·格拉布尔和劳伦·白考尔于《愿嫁金龟婿》（1953），这是她当年最卖座的电影

9月，梦露于杰克·本尼秀中做了电视首秀，在“檀香山之旅”（Honolulu Trip）一集中扮演杰克的幻想女人。她当年的第三部电影《愿嫁金龟婿》与贝蒂·格拉布尔和劳伦·白考尔联合主演， 于11月上映。梦露在其中饰演一名单纯的模特，与其朋友搭档寻找富豪老公，重复了《绅士爱美人》的成功模式。 这是有史以来以寬銀幕電影鏡頭形式上映的第二部影片，福斯希望它能将观众的兴趣转移到影院，因为电视的兴起为已经开始为电影制片厂造成损失。尽管获得的评价褒贬不一，但影片仍以800万美元的全球票房成为梦露到目前为止票房最成功的电影。
梦露连续在1953年和1954年入选一年一度的十大卖座明星民意调查， 福斯历史学家奥布里·所罗门（Aubrey Solomon）称，她与宽银幕电影一起成为工作室“最宝贵的资产”。12月，休·海夫纳将梦露作为成人杂志《花花公子》第一期的封面及中间插页女郎，梦露性感符号的主导地位得到巩固。封面图片是她于1952年参加美利坚小姐选美游行时的一个镜头，而中间插页选自她1949年的裸照之一。

### 1954－1955年：与二十世纪福斯的冲突和与迪马乔的婚姻
尽管梦露成为二十世纪福斯的大明星之一，但她的合约自1950年以来没有任何更改，这意味着她获得的报酬远低于与其同等声望的明星，而且她也不能自主选择她的项目与同事。她同样厌倦了被模式化，并试图涉足喜剧和音乐剧以外的电影，但受到扎努克的阻挠。扎努克个人非常不喜欢她，不认为她应在电影中赚取工作室很多钱。在她拒绝开拍又一个音乐喜剧——计划与弗兰克·辛纳屈共同主演的《粉色紧身衣女孩》的电影版——后，工作室于1954年1月4日暂停了她的活动。
梦露事业的暂停成为了媒体的头条新闻，她立即展开宣传攻势以应对负面新闻并在争论中持强硬态度。1月14日，她与乔·迪马乔在旧金山市政厅结婚，两人的关系自1952年以来就不断受到媒体的关注。随后他们前往日本度蜜月，而迪马乔正好也有出差。到那之后她独自前往韩国，参加了联合劳军组织（USO）为6万多美国海军陆战队举办的历时4天的演出，节目中她演唱了电影中的歌曲。2月重返好莱坞后，她被《电影剧》授予“最受欢迎女明星”奖。3月份她与工作室达成和解，内容包括一份当年末出台的新合约和百老汇戏剧《七年之痒》的电影版主演，她将因此角色获得10万美元的报酬。
次月奥托·普雷明格执导的西部片《大江东去》上映，影片由梦露与罗伯特·米彻姆联合主演。尽管影片颇受观众欢迎，但她称这是“一个Z级牛仔电影，对于风景和银幕电影制作来说表演只占次要地位”。她回到福斯后拍摄的第一部电影是音乐剧《娱乐至上》，她十分不喜欢这部影片，但工作室要求她以此弥补放弃拍摄的《粉色紧身衣女孩》。音乐剧于12月上映后并不成功，许多影评认为梦露的表现庸俗。

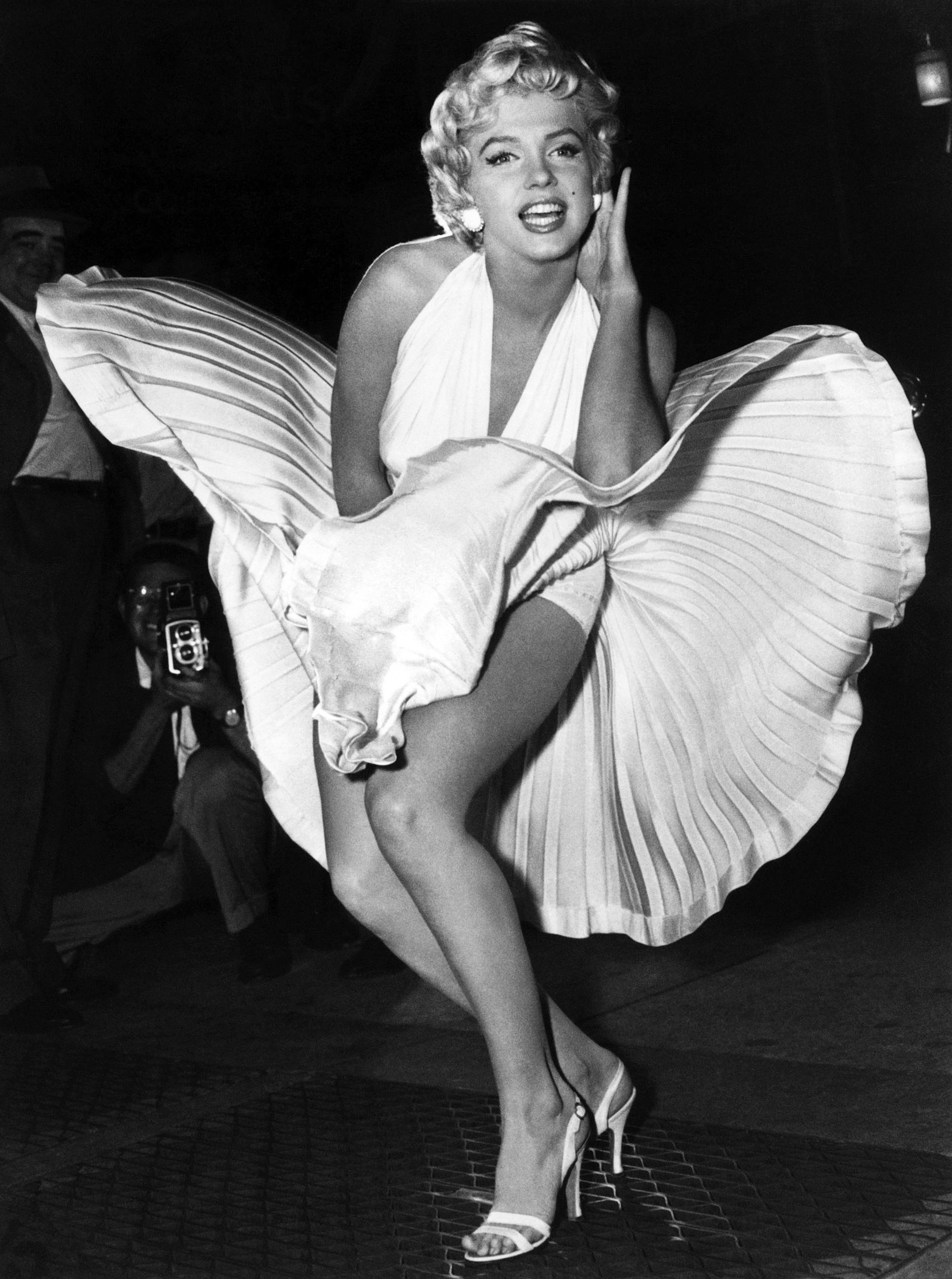
1954年9月，梦露在《七年之痒》中拍摄地铁格栅场景时为摄影师摆姿势

1954年9月，梦露开始拍摄比利·怀尔德的喜剧《七年之痒》，与汤姆·伊威尔演对手戏，饰演一位被其已婚邻居作为性幻想对象的女人。虽然这部电影在好莱坞拍摄，但工作室决定在纽约列克星敦大道进行一个场景的拍摄用于前期宣传。在那里，梦露站在地铁格栅上，风吹起了她的白色长裙，这成为了她生涯中最著名的镜头之一。拍摄持续了几个小时，吸引了包括专业摄影师在内的近2000人观看。
这一宣传噱头使梦露成为世界各地报纸的头条，而迪马乔对此火冒三丈，两人的婚姻也走到了尽头。他们的感情从一开始就因他的嫉妒与控制欲而出现裂痕；斯波托和班纳也断言他曾对梦露进行身体虐待。回到好莱坞后，梦露聘请了著名的辩护律师杰瑞·吉斯勒并于1954年10月提出离婚。《七年之痒》于翌年6月上映，票房获利超过450万美元，成为当年夏天最成功的商业电影之一。
在《七年之痒》于11月完成后，梦露开始为掌控她的事业而努力。她离开好莱坞前往东海岸，和摄影师米尔顿·格林创办了制片公司玛丽莲·梦露制作（Marilyn Monroe Productions，MMP），这一行为对后来片厂制度的崩溃起到了推动作用。在1955年1月的一次新闻发布会上，梦露说她“厌倦了老套的性感角色。我想要做更棒的事情。人有范围，你懂的。”基于此，她和格林宣称她已不再是福斯的签约演员，因为工作室没有履行其职责，例如给她发放承诺的《七年之痒》的酬金。她与工作室之间长达一年的法律纠纷从此开始。新闻界大多在嘲笑梦露的举动，《七年之痒》编剧乔治·阿克塞尔罗德在其戏剧《成功之道》（1955）中戏仿了梦露，其中杰恩·曼斯菲尔德饰演的开办了自己的制片公司的愚蠢女星与她十分相似。

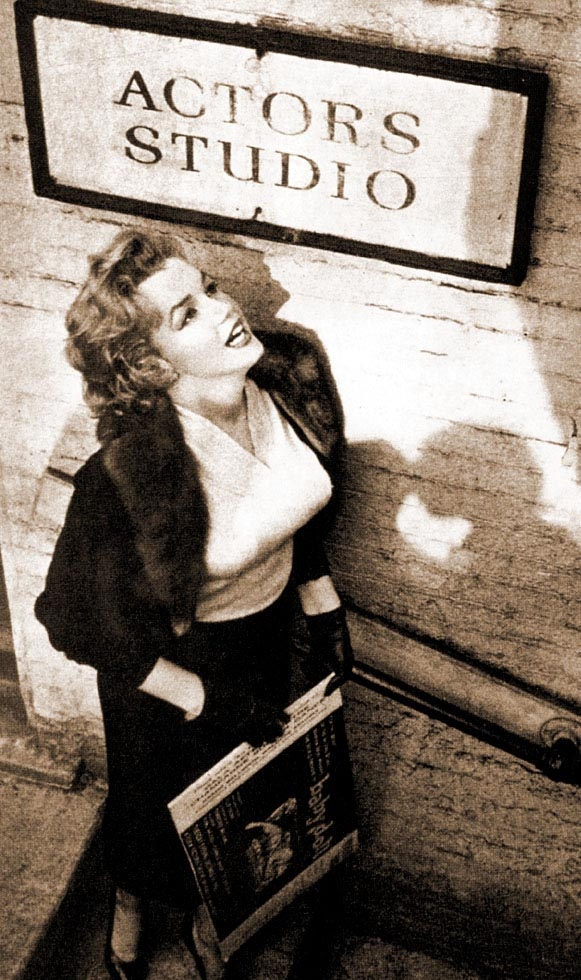
梦露1955年于演员工作室，在那她开始研究方法演技

1955年，梦露致力于提升技艺。她移居纽约并跟随康斯坦斯·科利尔上表演班，还参加由李·斯特拉斯伯格主持的演员工作室对方法演技的研讨会。她与斯特拉斯伯格和他的妻子宝拉（Paula）渐渐走近，出於羞怯心理，梦露在他们家接受私人授课，并很快融入了他们的家庭。她解雇了原来的教练娜塔莎·莱泰丝，以宝拉取而代之；斯特拉斯伯格对她事业的后期有着重要的影响。梦露听从斯特拉斯伯格的1956－1959年建议，开始进行心理分析，后者认为演员必须要面对自己的情感创伤并能在表演中为其所用。
在私生活方面，尽管目前处于离婚诉讼期，但她仍维持了与迪马乔的关系，但同时也与演员马龙·白兰度和剧作家亚瑟·米勒交往。50年代初她经由卡赞的介绍认识了米勒。1955年10月，梦露与迪马乔正式离婚，米勒也与其妻子分居，之后两人的感情迅速升温。时值米勒因共产主义指控而受到FBI的调查，并被众议院非美活动调查委员会传唤，工作室担心梦露会被列入黑名单，催促她结束这段恋情。FBI也为她建立了档案。梦露不顾此事为其事业带来的风险，拒绝结束两人的关系，并在随后打给工作室负责人的电话中称其为“天生的懦夫”。
截止当年年底，梦露与福斯达成了一个为期七年的新合约协议。显然MMP无法单独投资电影，而工作室也迫切希望与梦露再次合作。合约要求她在七年内为福斯制作四部电影。工作室将为每部电影支付10万美元，并授予她自主选择项目、导演及摄影师的权利。每完成福斯的一部电影，她和MMP可以自由制作一部电影。

### 1956－1959年：好评如潮和与亚瑟·米勒的婚姻

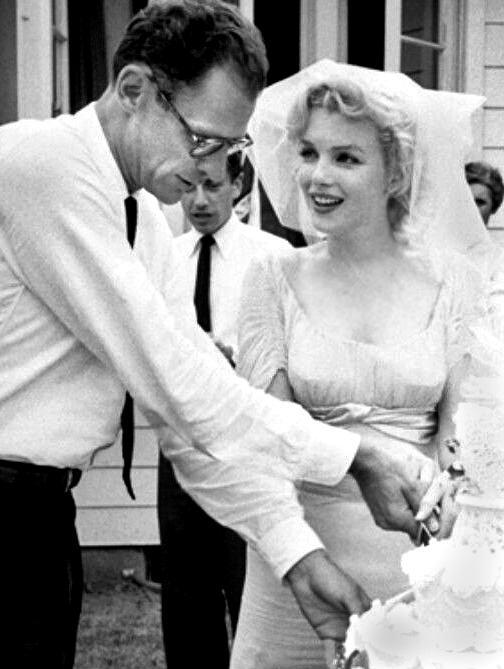
梦露与剧作家亚瑟·米勒于1956年6月29日举行婚礼当日

1956年初，梦露宣布她在与二十世纪福斯的纠纷中胜出，早先嘲笑她的新闻界现在转而赞赏她的决定。《时代》杂志称其为“精明的女商人”，《Look》杂志预测这次胜利将是“今后个人对抗群体的榜样”。她也在3月份正式宣布更名为玛丽莲·梦露。她与米勒的关系旋即引起了新闻界的一些负面评论，沃尔特·温切尔称“美国最著名的金发影星现在成了左翼知识分子的爱人”。梦露和米勒于6月29日在纽约州白原市威彻斯特县法院结婚，并在两天后在靠近沃卡巴克的他的经纪人家中举办了犹太式婚礼。梦露改信奉犹太教以及举办犹太式婚礼会导致埃及封杀她的所有电影。媒体觉得她性感符号的明星形象和他知识分子的地位不相称，《综艺》的头版标题 “书呆子娶了沙漏美女”就表达了此意。

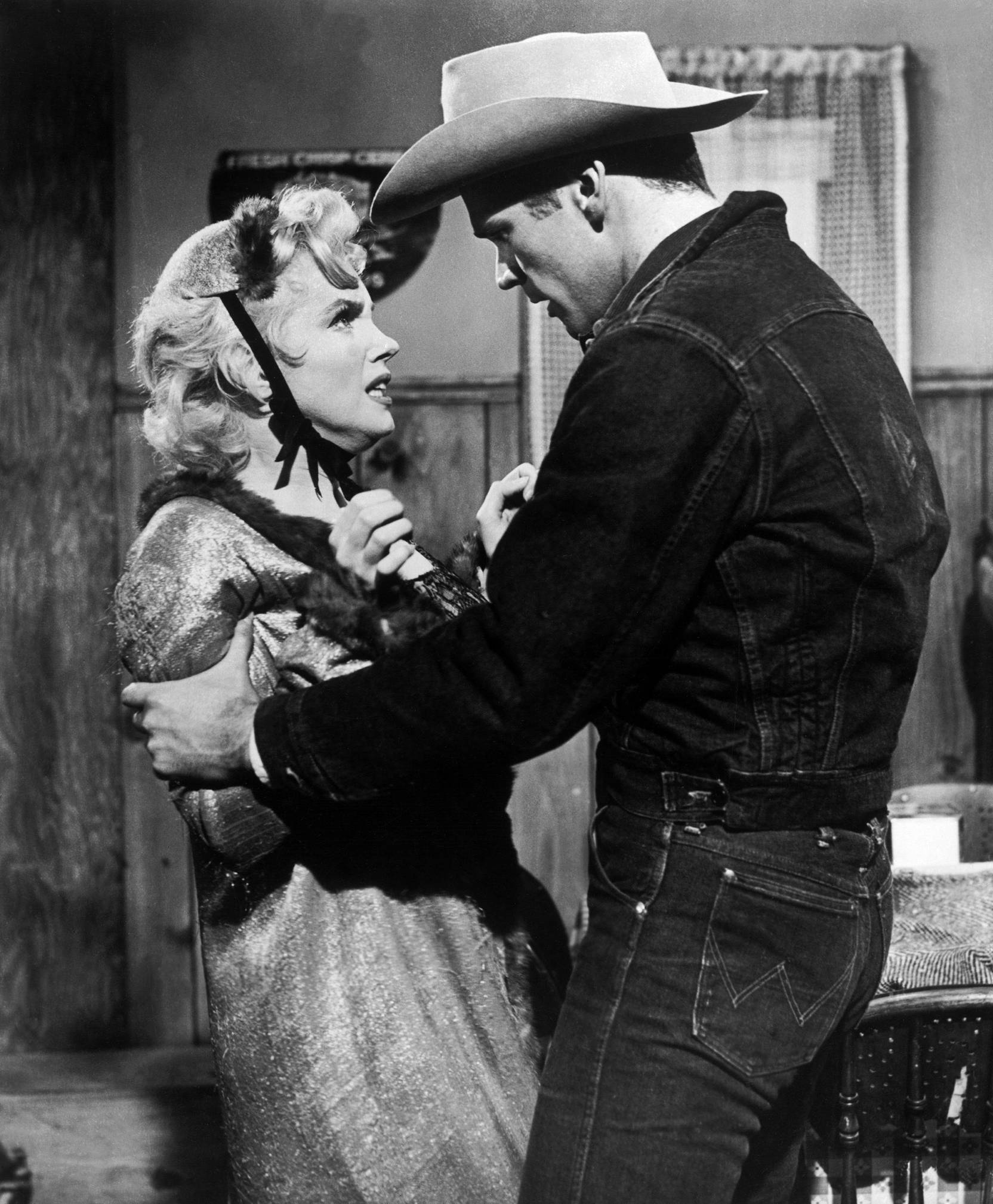
梦露在《巴士站》（1956）中的表演标志着她对早前喜剧片的背离

根据新合约，梦露选择的第一部作品是剧情片《巴士站》，于1956年8月上映。她扮演一名酒吧歌手切丽（Chérie），她的明星梦因一个爱上她的天真牛仔而变得复杂。为了演好这一角色，她学习了奥扎克口音，选择了她早期电影中缺乏魅力的服饰与化妆，并故意以很一般的水平唱歌跳舞。尽管百老汇导演约舒亚·洛根起初怀疑她的演技，也知道她现在的名声不好，但他同意执导该片。电影1956年初于爱达荷州和亚利桑那州开拍，作为MMP的负责人，梦露“负责技术方面”，偶尔参与摄影决策。洛根逐渐适应了她的惯常迟到和完美主义，并允许她用其想要的方式拍摄，之后制作进展顺利。这些经历改变了洛根对梦露的想法，他后来称她融和悲喜剧的能力可与查理·卓别林相比。《巴士站》收获425万美元票房，并获得了多数好评。《星期六文学评论》写道梦露的表演“有效且一劳永逸地消除了对她所有的看法，即她只不过是一个有魅力的名流”，克劳瑟发文称：“各位稳住你的椅子，有一个大喜事要告诉大家。玛丽莲·梦露终于证明了身为女演员的自己。”梦露因其杰出表现获得了金球奖最佳女主角的提名。
1956年8月，梦露于英国松林制片厂开始拍摄MMP的第一部独立作品《游龙戏凤》。影片基于泰伦斯·拉提根的戏剧《沉睡王子》，一个发生于1910年代王子和舞女之间的的爱情故事，原戏剧由劳伦斯·奥利维尔和费雯·丽主演；奥利维尔再度出演，执导并联合制作了本片。因为他和梦露产生冲突，导致拍摄过程一波三折。他傲慢地说“你需要做的就是表现性感”，并想要她照搬丽的表演方式，这些表现激怒了她。他还反感梦露的表演教练保拉·斯特拉斯伯格不断地在片场出现。
为了报复她认定的奥利维尔的“居高临下”的行为，梦露开始迟到并不配合拍摄，后来声称“如果你不尊重你的艺人，他们就不能很好地工作。”她的药物使用量增加并且根据斯波托所言，她怀了孕并在影片拍摄阶段流产。她还与格林争论MMP应该如何运行，包括米勒是否应加入公司一事。尽管遇到了许多麻烦，但电影于当年年底前如期完成。影片于1957年6月上映，评论褒贬不一而且未受到美国观众的欢迎。它在欧洲的评价要好些，她被授予意大利大卫奖和法国凯撒电影奖并获得英国电影和电视艺术学院的提名。
回到美国后的18个月时间里，梦露在东海岸享受婚姻生活。她和米勒主要在纽约和康涅狄格州罗克斯伯里居住，整个夏天在长岛阿默甘西特度过。她在1957年夏天怀孕，但因为是宫外孕，必须要被终止。一年后她不幸流产。她的妇科问题很大程度上是由子宫内膜异位症引起的，这一疾病伴随了她整个成年时期。在此期间梦露还因服用巴比妥类药物过量而短暂住院。因为分歧迟迟得不到解决，加上她开始怀疑格林挪用公司的资金，梦露解雇了他并买下了他在MMP的股份。

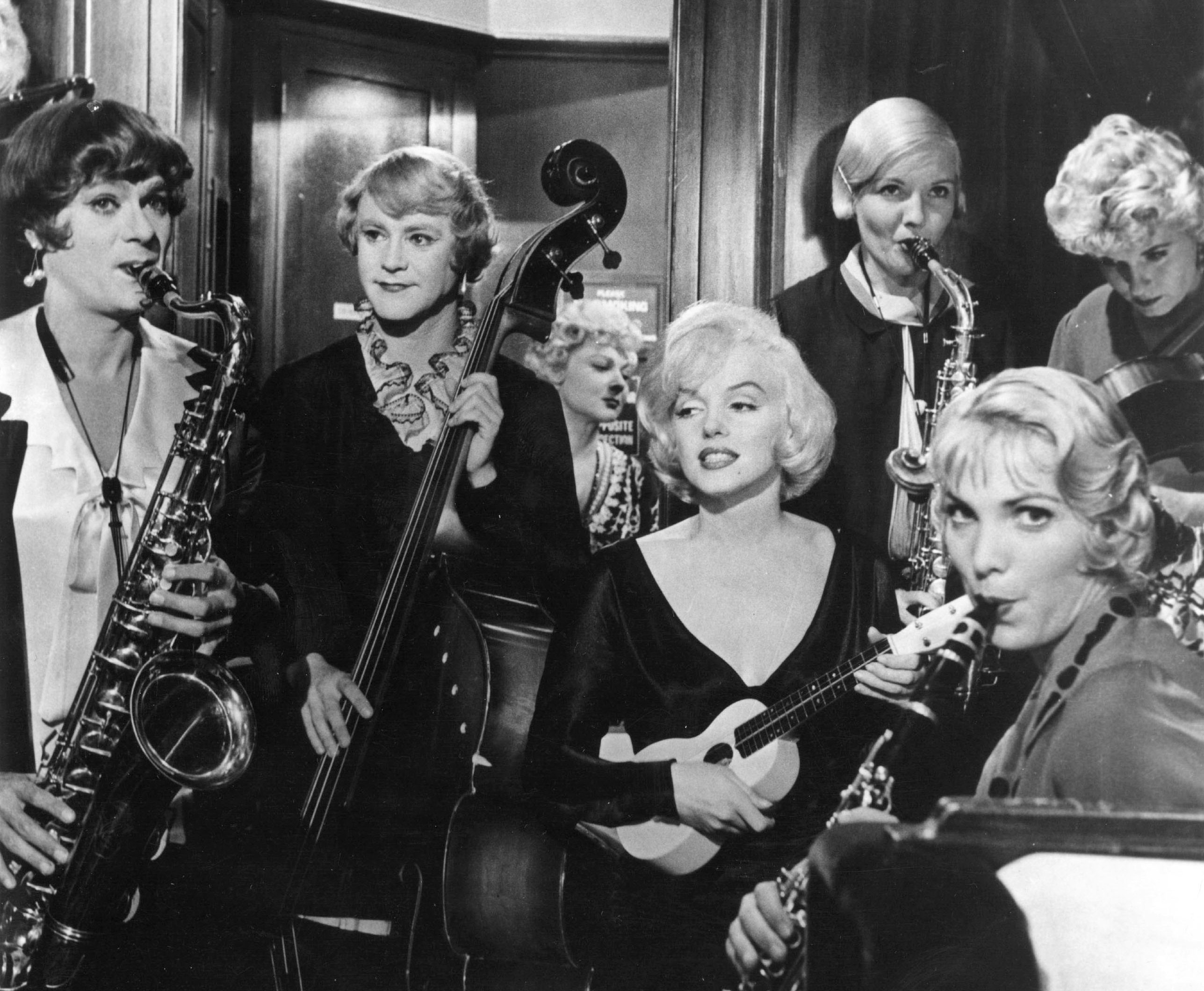
梦露与托尼·柯蒂斯和杰克·莱蒙于比利·怀尔德执导的《热情如火》（1959），她因这部电影获得了金球奖

梦露于1958年7月返回好莱坞，与杰克·莱蒙和托尼·柯蒂斯主演比利·怀尔德的喜剧《热情如火》。虽然她认为其饰演的甜心凯恩（Sugar Kane）是又一个“金发傻妞”，但片方表示愿意在她标准工资外再加电影百分之十的利润，加上米勒的鼓励，她最终接受了这一角色。电影制作遇到的困难后来被称为“传奇”。梦露重拍了数十次，她无法记住台词或按照指示表演——因为重拍次数太多，柯蒂斯在他那著名的言论中表示亲吻她“就像亲吻希特勒一样”。
梦露私下里把拍摄比作沉船，并评论了她的联合主演和导演，说“但是我为什么要担心，我又不会失去阳具象征”。许多问题源于她与怀尔德在她如何演好这一角色方面的冲突，而他是出了名的难相处。梦露要求他修改关于她的许多场景，这反过来又使她更加怯场，而且据称她故意毁了几个场景以迫使导演接受她的意见。
最终，怀尔德对梦露的表现感到满意，表示“任何人都可以记住台词，但真正的艺术家站在片场，在不清楚台词的情况下，能做出她曾经做过的表演！”尽管拍摄过程困难重重，但《热情如火》于1959年3月上映后，获得了评论界和商业上的成功。梦露的表现为她赢得了金球奖最佳女主角奖，《综艺》称她为“一个兼具性感魅力和时机掌握的打不倒的喜剧演员”。在美国电影学会和《视与听》杂志发起的投票中，影片被选为有史以来最佳电影之一。

### 1960－1962年：事业衰退与个人困境

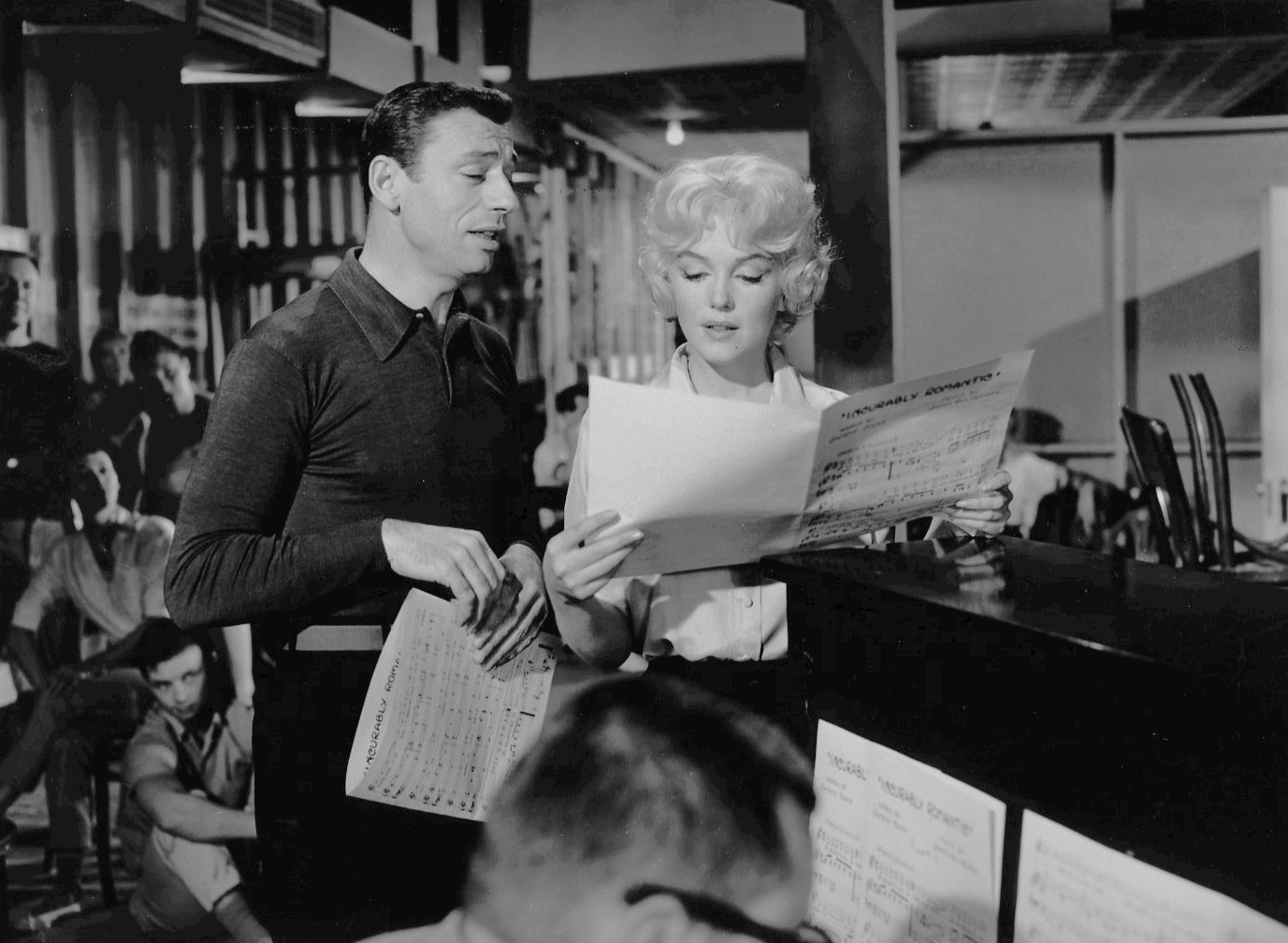
梦露与伊夫·蒙当于音乐喜剧《让我们相爱吧 (1960年电影)》（1960），她只同意完成她与福克斯合同的那一部分。

《热情如火》上映后，梦露进入工作空档期。1959年底，她回到好莱坞主演了音乐喜剧《让我们相爱吧》，电影讲述了一个女演员和百万富翁的故事。她选择了乔治·丘克执导，而米勒重新写了她认为不好的部分剧本；因为福斯合约的缘故，她只接受了其中一部分。电影拍摄经常因梦露离开片场而被耽搁。她与联合主演伊夫·蒙当传出恋情，受到媒体的广泛报道，并应用于影片的宣传活动。《让我们相爱吧》于1960年9月上映后并不成功；克劳瑟描述梦露的出场“相当邋遢”并且“缺乏......原来梦露的活力”，赫达·霍珀（Hedda Hopper）称电影是“她看过的最庸俗的影片”。楚門·柯波帝游说她在由小说《蒂凡尼的早餐》改编的同名电影中出演霍莉·戈莱特利（Holly Golightly）一角，但因电影制片商担心梦露会将制片变得复杂，最终这一角色给了奥黛丽·赫本。

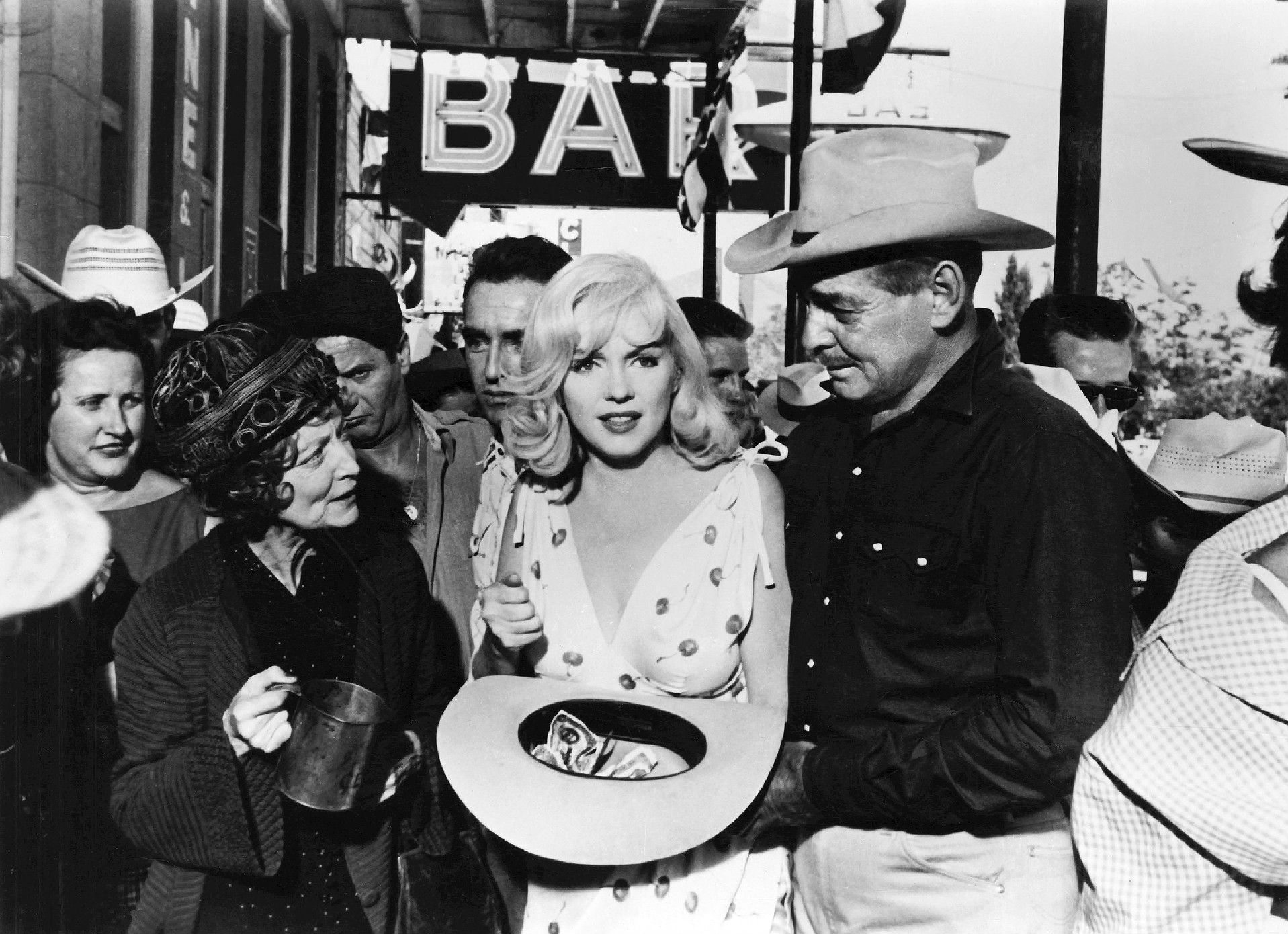
梦露与克拉克·盖博、伊莱·沃勒克和蒙哥马利·克利夫特于《乱点鸳鸯谱》。它是梦露与盖博最后完成的电影。

梦露最后一部完成的电影是约翰·休斯顿（John Huston）的《乱点鸳鸯谱》。她扮演一个刚离婚的女人，与三个老牛仔（分别由克拉克·盖博、伊莱·沃勒克和蒙哥马利·克利夫特饰）交朋友，这一角色由米勒执笔。电影1960年7月至11月在内华达沙漠的拍摄再陷困镜。梦露和米勒四年的婚姻实际上已经结束，后者开始了一段新的感情。梦露不喜欢他写的部分基于她生活的角色，并认为这逊于男性角色；拍摄的前一天晚上，她还与米勒为他重写场景的习惯争吵。她的健康状况也在恶化：她承受着胆结石带来的痛苦，而且她的毒瘾非常严重，以至于她的化妆时常需要在巴比妥类药物的影响下沉睡的期間進行。8月，她花了一个星期在洛杉矶医院排毒，拍摄也相应停止。梦露和米勒在电影完成拍摄后分居，她于1961年1月在墨西哥被准予快速离婚。次月，《乱点鸳鸯谱》上映，但票房失利。媒体对此片的评价不一，博斯利·克劳瑟称梦露“完全不在状态且难以捉摸”，并指出“不幸的是这部电影的结构全都取决于她”。影片早期评价并不好，但2015年英国电影协会的杰夫·安德鲁称其是一个经典。

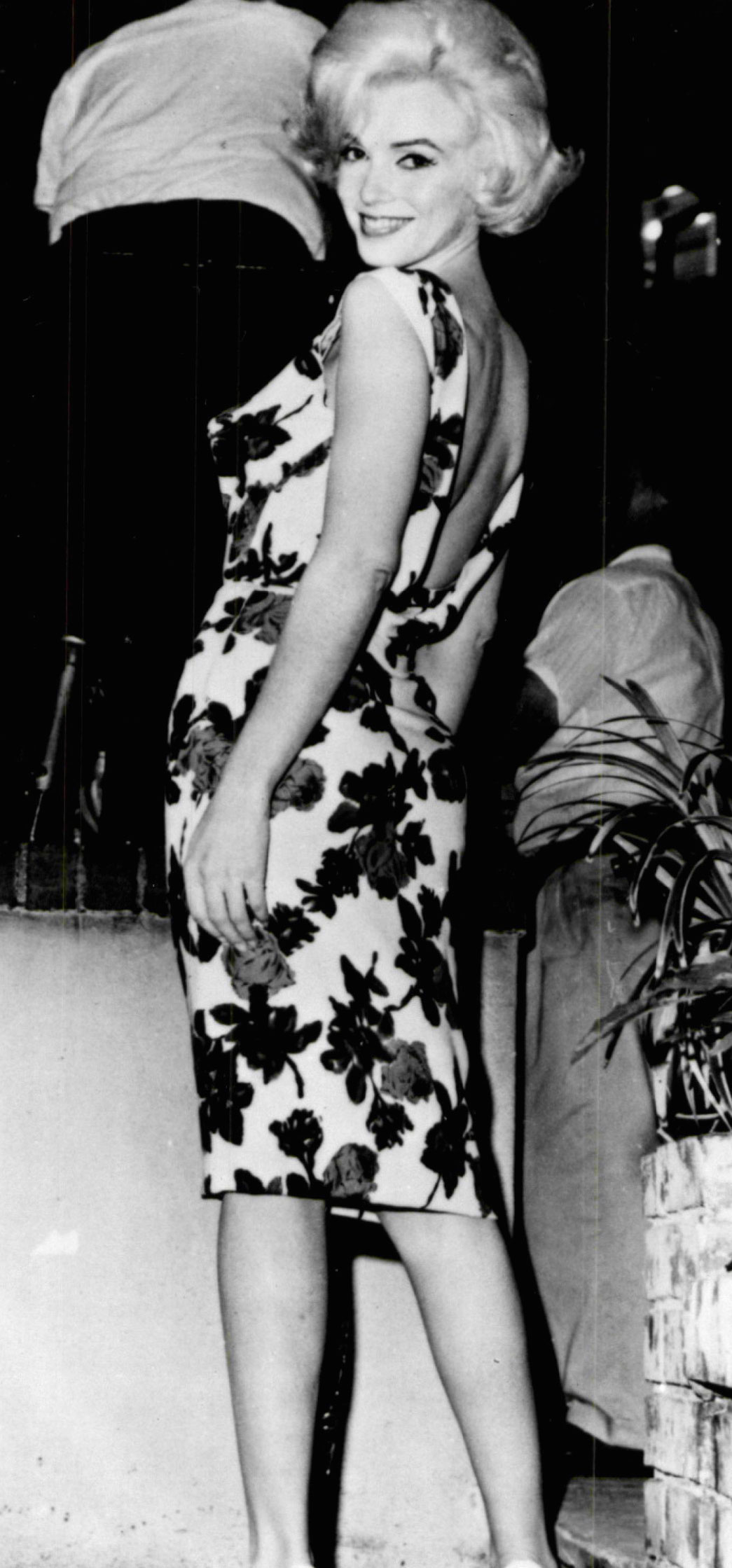
梦露于《濒于崩溃》片场。她因病缺席了大部分拍摄并在1962年6月被解雇。

紧接着梦露准备主演一部改编自威廉·萨默塞特·毛姆的短篇小说《雨》（Rain）的NBC电视剧，但因电视台不想雇用她选择的导演李·斯特拉斯伯格（Lee Strasberg），该项目告吹。1961年，她花了很大一部分时间解决她的健康问题， 她接受了子宫内膜异位症的手术和胆囊切除术，并在医院花了四周时间治疗抑郁症，还曾短居精神病房。她受到了前夫迪马乔的帮助，他们在1955年离婚后一直没有联系；他们现在旧情复燃。在东海岸居住了六年后，梦露于1961年春搬回加州。她开始了与弗兰克·西纳特拉的恋情，并于1962年初在布伦特伍德购买了房子。
梦露于1962年重新回到公众视线；她在3月获得了金球奖“世界电影最受欢迎”奖并于4月底开始拍摄二十世纪福斯的新片《濒于崩溃》。影片翻拍自1940年电影《我的爱妻》，由MMP联合参与制作，乔治·库克（George Cukor）执导，迪安·马丁和赛德·查里斯共同主演。梦露因流感缺席了头两个星期的拍摄；传记作者认为这是因为她患有鼻窦炎或者她正在吸毒。5月19日，她抽空去纽约参加了于麦迪逊广场花园举办的美国总统约翰·肯尼迪的生日庆祝活动，在舞台上她唱了“生日快乐”歌。她的着装吸引了人们的注意：一件在演裸戏时穿的镶有人造钻石的米色紧身连衣裙。班纳、斯波托、萨默斯、芭芭拉·利明和弗雷德·贾尔斯都认为，过去的两年她曾在某些时候与肯尼迪有染，不过他们在长度和时间上存在分歧。

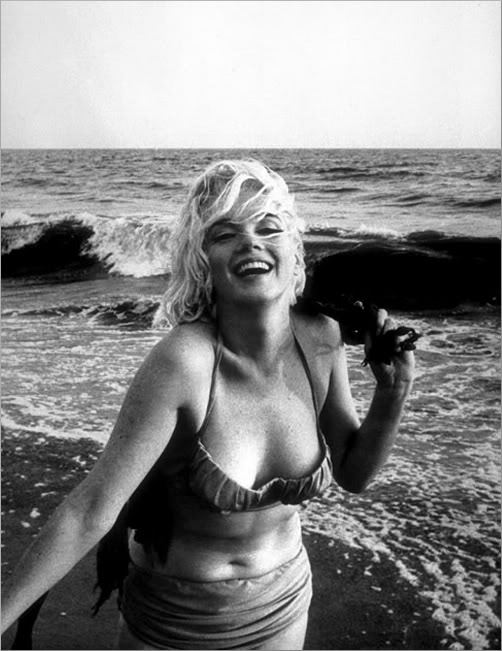
梦露生前最後一張照片，攝於1962年7月

梦露接下来为《濒于崩溃》拍摄一个她在游泳池裸泳的场景。为进行前期宣传，媒体被邀请为这一场景拍照，这些照片后来发表在《生活》杂志上；对于一个达到这种生涯高度的大明星，展示裸体还是第一次。当她再次缺席片场好几天后，工作室在6月7日解雇了她并起诉她违约，要求赔偿75万美元。她被李·雷米克取代，但马丁表示非梦露出演不会拍这部电影，后来福斯同样控告了他并停止了制作。工作室公开指责梦露吸毒成瘾并宣称电影的终止是因为她缺乏职业水准，甚至声称她有精神错乱。为保护自己，梦露在当年夏天做了几个宣传活动，包括接受《生活》与《Cosmopolitan》的采访和为《Vogue》杂志拍摄照片。她和摄影师伯特·斯特恩为《Vogue》合作了两个系列的照片，一个是标准时尚写真，另一个则是她的裸照，二者均在她死后以“最后一次”为名出版。梦露被解雇仅一周后，达里尔·F·扎努克取代雷瓦西重返职位，随后开始与梦露就恢复《濒于崩溃》拍摄一事谈判，并计划让她主演黑色喜剧《傻女十八变》（1964）。在她生命的最后几周，她还计划主演一部关于珍·哈露的传记片。

## 逝世

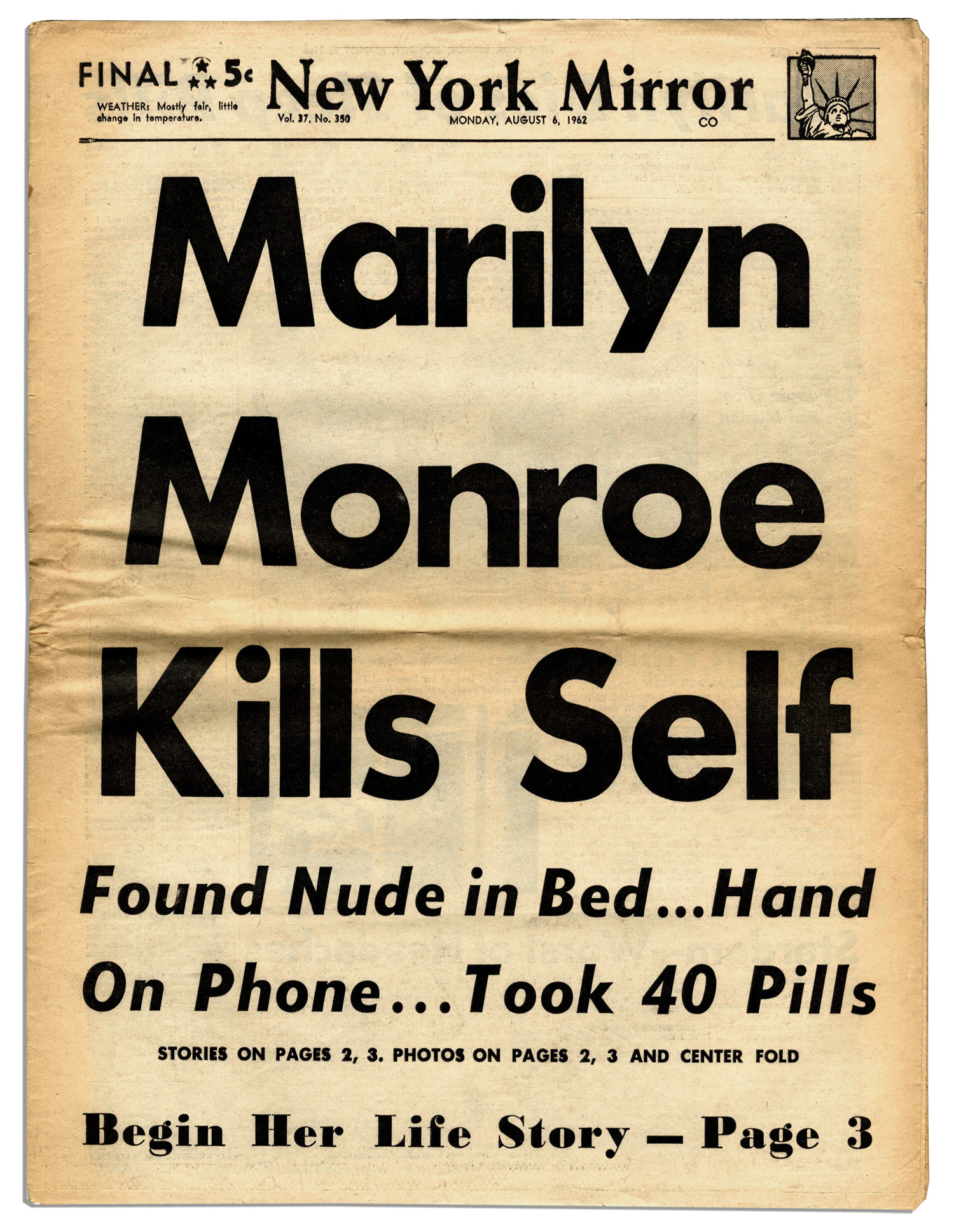
1962年8月6日《纽约每日镜报》的头版

1962年8月4日，當天夢露待在自己位於布倫特伍德的家中。當天早上，她会见了摄影师劳伦斯·席勒。她还接受了按摩師的按摩，此外她還透過电话与朋友交谈，并签收了貨物。那天早上她的家裡還有兩位人物，分別是管家尤妮斯·穆雷（Eunice Murray）和她的公关帕特里夏·纽科姆。下午4点30分，梦露的心理医生拉尔夫·格林森来到夢露家中，同時要求帕特里夏·纽科姆暫時離開夢露的住宅。拉尔夫·格林森在晚上7点左右离开之前要求尤妮斯·穆雷陪同梦露留宿一晚。
8月5日凌晨3点，尤妮斯·穆雷醒来“感觉有些不对劲”，穆雷看到了从梦露卧室门透出的灯光，但一直没能得到回应并发现房门紧锁。于是她打電話給拉尔夫·格林森。根据拉尔夫·格林森的指示，穆雷透过窗户看到梦露脸朝下躺在床上，身上盖着床单，手里拿着一个电话听筒。格林森不久之後就趕到夢露住宅，他打破窗户进入臥室，发现梦露已经死了。他打电话给夢露的内科医师海曼·恩格尔博格（Hyman Engelberg）博士。上午3点50分左右，海曼·恩格尔博格抵达夢露住宅，正式确认了她的死亡。4点25分，他们告知了洛杉矶警察局。

洛杉矶县验尸官办公室在调查过程中得到了洛杉矶自杀预防小组专家的协助。据估计梦露的死亡时间在8月4日下午8:30至10:30之间，毒理学分析指出她的血液中每100毫升含有8毫克水合氯醛和4.5毫克戊巴比妥（耐波他），肝脏中另有13毫克戊巴比妥，得出结论认为死因是急性巴比妥类药物中毒。专家在她的床边发现了含有这些药物的空瓶。她体内多处的药物剂量都超过了致命限度，所以梦露不小心使用过量的可能性被排除。精神科医师指出，她容易出现“严重的恐惧和经常性抑郁”并伴随着“急剧和不可预知的”情绪变化，她过去几次用药过量可能是故意的。基于这些事实并且缺少任何谋杀的迹象，她的死因被判为可能自杀。

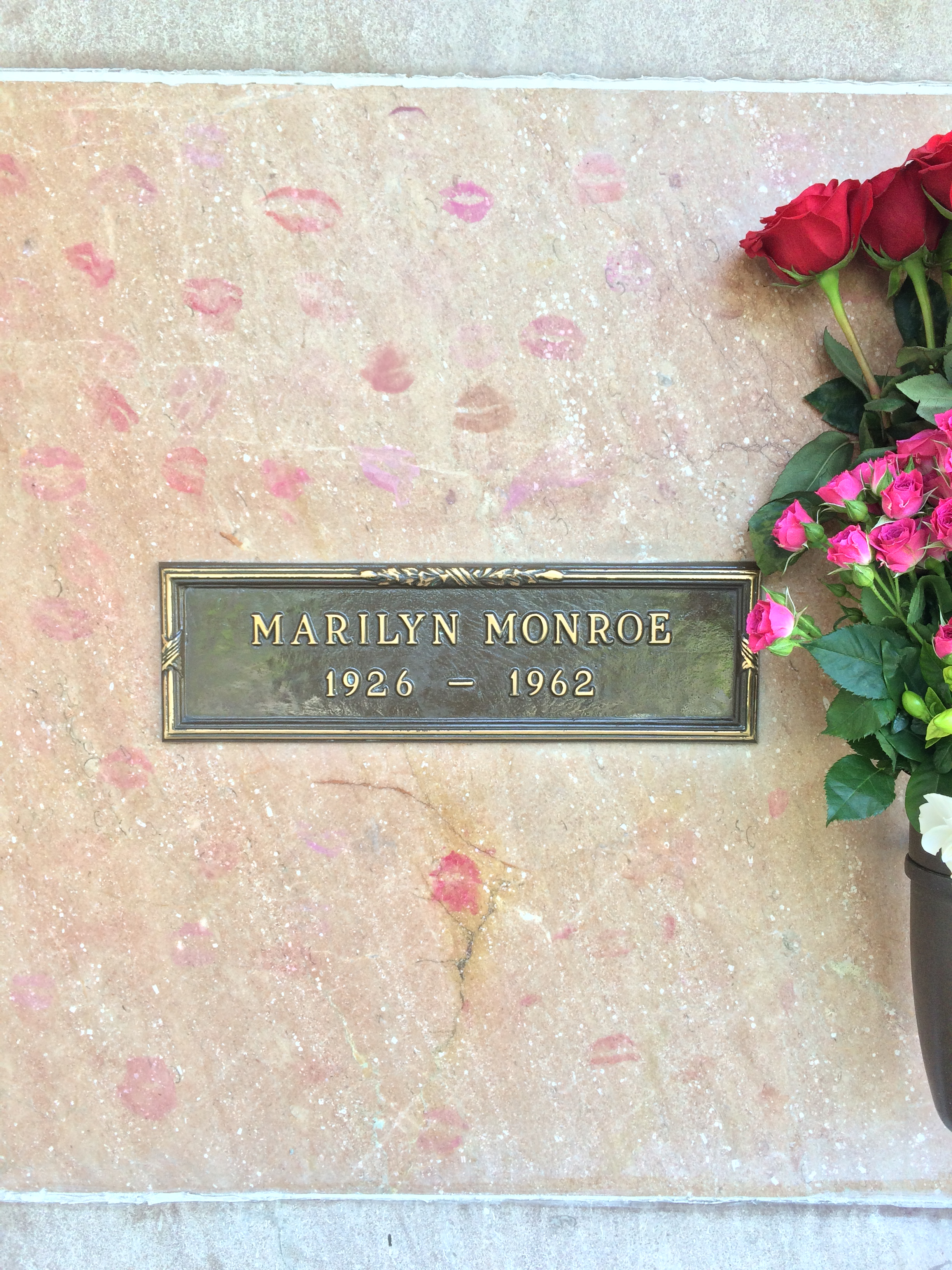
梦露于西木村纪念公园公墓的墓穴

梦露的意外死亡成为美国和欧洲的头条新闻。据洛伊丝·班纳说，“据说她死后的那一月洛杉矶的自杀率翻了一番；大多数报纸的发行量也有所增加”，《芝加哥论坛报》报道他们收到了数百个市民的电话，要求提供关于她死亡的讯息。法国艺术家让·谷克多评论道她的死“应给所有这些主要职业为刺探和烦扰电影明星的人一个可怕的教训”，她的前合作演员劳伦斯·奥利弗认为她是“大肆宣传和轰动完完全全的受害者”，《巴士站》导演约书亚·洛根称其是“这个世界上最未受到赏识的人之一”。她的私人葬礼于8月8日在西木村纪念公园墓地举行，只有她的密友出席。葬礼由迪马乔和她的业务经理伊内兹·梅尔森（Inez Melson）安排。数百人在墓地周围的街道上围观。梦露后来葬于回忆之走廊（Corridor of Memories）24号墓穴。
在随后的几十年中有许多有关梦露之死的阴谋论被提出，包括谋杀和意外药物服用过量。1973年诺曼·梅勒的著作《玛丽莲：传记》出版后，谋杀的推测首次获得了主流社会的关注，并在随后几年越传越广。这促使洛杉矶县地方检察院的约翰·范·德·坎普在1982年开展了一项“阈值调查”，以决定是否应进行刑事侦查。他未找到任何有关谋杀的证据。

## 银幕形象与评价
当开始树立梦露的明星形象时，二十世纪福斯希望她取代40年代最受欢迎的金发美人贝蒂·格拉布尔。20世纪40年代是女演员的全盛时期，她们被视为是坚强聪慧的女子，如吸引了大量女性观众的凯瑟琳·赫本和芭芭拉·斯坦威克。尽管如此，工作室想要梦露成为新十年的明星，吸引更多男性观众进入电影院。一开始建立公众形象时，她发挥了很重要的作用，而生涯将近结束时她几乎要完全控制。梦露曾负责她的多个宣传策略，如与西德尼·斯科尔斯基和卢埃拉·帕森斯等八卦专栏作家交朋友，控制她的照片的使用。除格拉布尔外，她常常被比作另一个具有代表性的金发女郎——30年代的影星珍·哈露。部分原因是梦露把哈露看作她儿时的偶像，想在一部传记片中扮演她，甚至雇用哈露的发型师为她的头发染色。

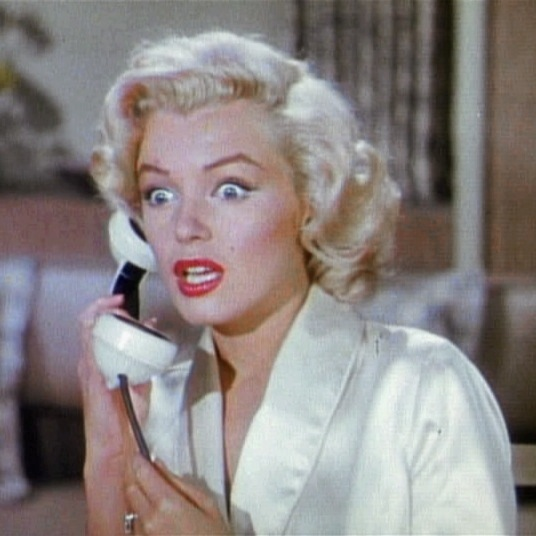
梦露于《绅士爱美人》（1953），这是将她塑造为兼具性魅力和天真的“金发傻妞”形象的电影之一

梦露的明星形象以她的金发和与此相关的固定模式为中心，尤其是傻笨、性的信号和矫揉造作。从海报女郎的生涯起，她就因沙漏型身材而闻名。电影学者理查德·代尔指出梦露常常摆姿势展示她的玲珑曲线，她在宣传照中摆的姿势经常与海报女郎相像。她与众不同的扭臀式走路也引起了人们对她身体的注意，这使她有了个绰号“横着走路的女孩”（the girl with the horizontal walk）。梦露的服装选择是她明星形象的重要一环。她经常身着能够突显金发的白色，且穿着暴露，展示她身材的同时也吸引了人们的眼球。穿着露骨的衣服，甚至是走光都是梦露惯用的宣传伎俩，比如在一次新闻发布会上，她连衣裙上的一个肩带突然断裂。在新闻记者的故事里，梦露被塑造成美国梦的典型，因为她从一个童年悲惨的女孩一跃成为好莱坞明星。她在寄养家庭和孤儿院生活的故事被夸大，她的工作室传记甚至捏造了部分故事。电影学者托马斯·哈里斯（Thomas Harris）说，她工人阶层的出身加上缺乏家庭关照也让她显得對性更開放，是“理想的玩伴”。相比之下，與她同時代的格蕾丝·凯利也被包装为魅力金发女郎，但由于她上流社会的背景，被看作是一个高雅有品位的女演员，是大多数男性观众不可企及的。
梦露也受到梅·韦斯特的影响，表示“我从她那里学到了一些把戏，嘲笑或挖苦自己的性吸引”。洛伊丝·班纳也指出在她的很多喜剧角色中，梦露同样也讽刺了她性感符号的地位。为了突出她的“天真”和“傻笨”，梦露经常在她的电影使用一种带喘息的娃娃音，并在采访中用双关语模仿、自嘲，这后来被称为“梦露风”（Monroeisms）。例如，当她被问及在1949年裸体照片拍摄过程中是否穿着什么时，她答道“我开了收音机”。“穿”与“开”一词多义。

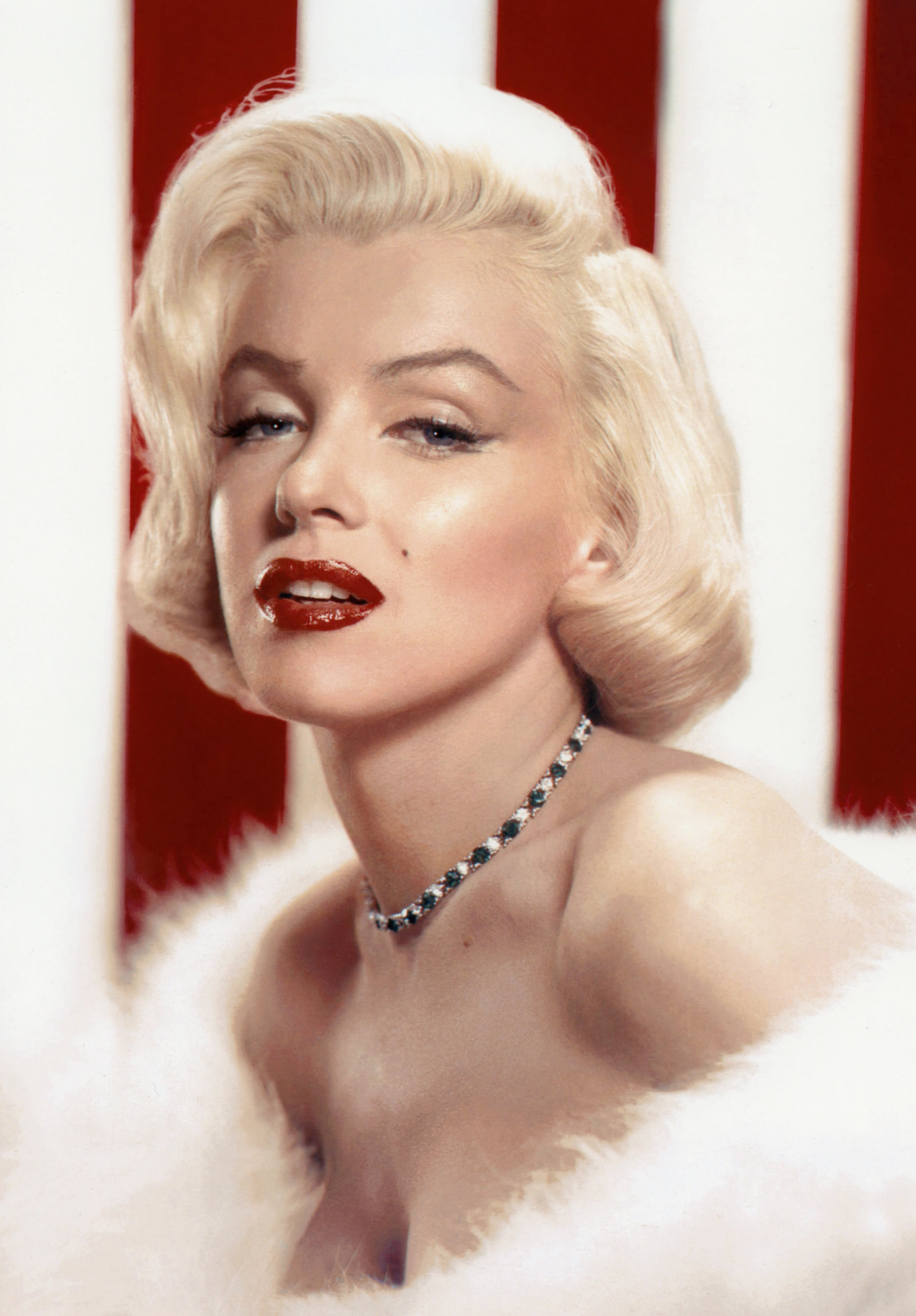
梦露在《电影剧》杂志的封面照，1953年12月

据代尔所述，梦露在20世纪50年代成为了“一个几乎家喻户晓的性的代名詞”，“她的形象必須放在美國五十年代關於道德與性的觀念變遷的背景中”，如弗洛伊德式性观念、《金赛报告》（1953）和贝蒂·弗里丹的《女性的奥秘》（1963）。梦露创建的明星形象主要针对男性注视。在電影中，她常常扮演“那個女孩”，一個以性別爲惟一特徵，缺乏其他個人特質的角色。她的角色几乎清一色都是合唱团舞者、秘书或模特，这些“女人的表演，男人的乐趣”的职业。代尔认为，與40年代的蛇蠍美人不同，夢露展現脆弱與對自身性感魅力的渾然不覺，是第一位將性感呈現為自然且無危險的性感象徵。與夢露同時代的人，诺曼·梅勒称“玛丽莲暗示，性对他人可能是困难和危险的，但对她就像冰淇淋那样。”同样，莫莉·哈斯凯尔撰文指出“她是五十年代杜撰的，女人没有性需求，而祇迎合或增强男人的需求的谎言。”她还表示，由於梦露在去世前作爲性感符號的身份，她在女性中的受欢迎程度比男性低，因为她们“无法认同，也不支持她”，但這會在她去世後改變。
电影历史学家也分析了傻笨对于梦露明星形象的重要性。代尔称，铂金色头发成了她的固有特征，因为它明确表明了她的种族，成为她的专属白色，她应被视为二十世纪流行文化中种族主义的象征。洛伊丝·班纳也认为梦露推出金发女郎演员的行动与民权运动开始的时间点相同，这可能不是一个巧合，但她也反驳了代尔，指出在她大力宣传的私生活中，梦露与被视为“白种少数民族”的人交往，如迪马乔（意大利裔美国人）和亚瑟·米勒（犹太人）。班纳称，她有时会在宣传照中挑战当时的种族规范；例如在1951年刊登于《Look》杂志的图片中，她穿着暴露的衣服与非裔美国歌唱教练菲尔·穆尔做练习。

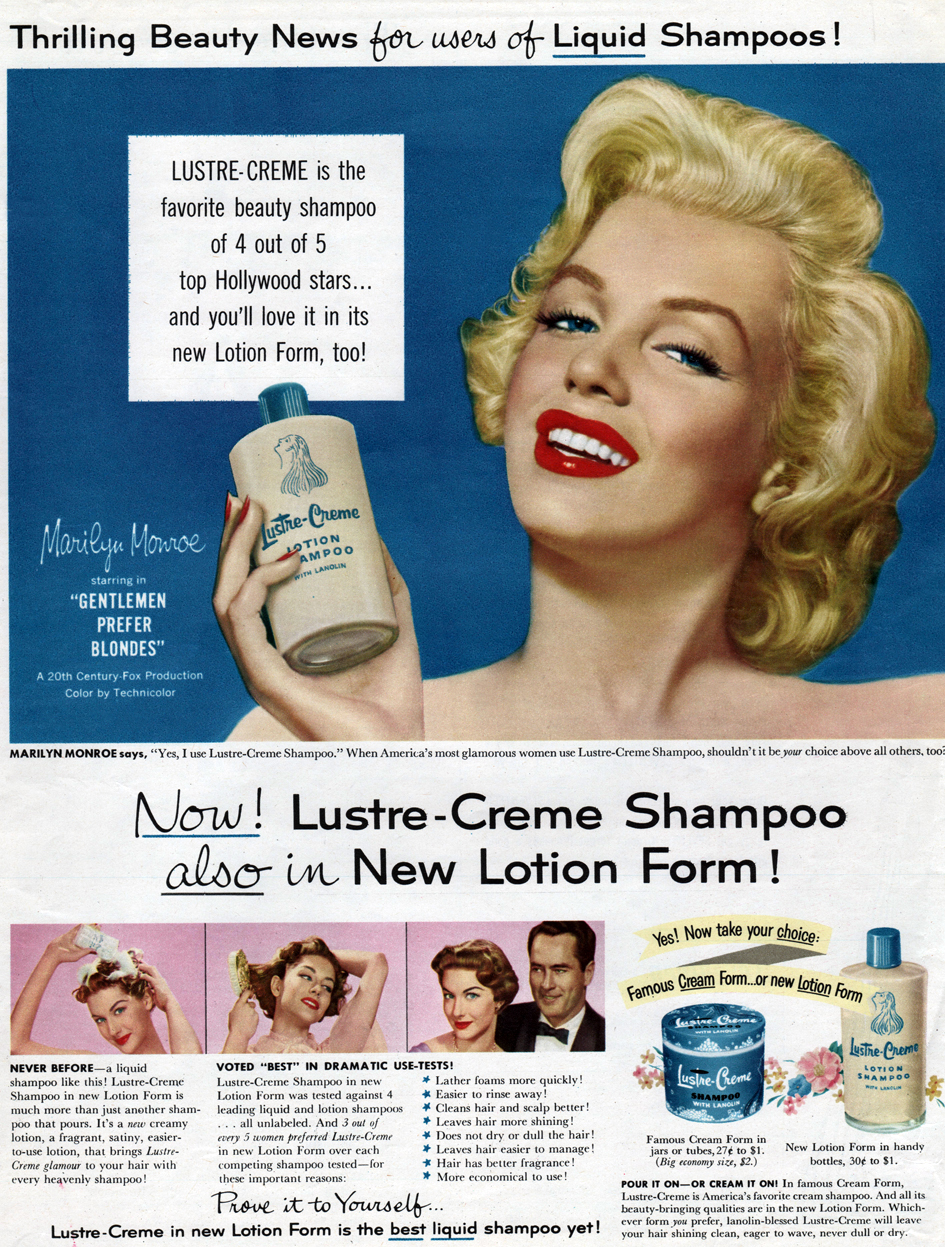
梦露1953年为一款洗发水做广告

除了性感符号外，梦露还被认为是一个特殊的美国明星，“一个国家性的名流，如同热狗、苹果派或棒球一样为人所熟知”，《电影剧》如是写道。历史学家菲奥娜·汉迪赛德（Fiona Handyside）称一提及白肤色或金发，法国女观众就会想到美国的现代化与整洁，所以梦露象征着一个时髦人士，“解放”生活在大众领域的女人。电影历史学家劳拉·穆尔维把她看作美国消费文化的代言：
如果美国要向战后贫困的欧洲输出民主的魅力的话，电影可能是它的橱窗；……玛丽莲梦露与她的所有美国属性和现代化性特性，把经济、政治和情色这种复杂联系缩成了一个单一的形象。截至20世纪50年代中期，她的品牌魅力是无阶级的，任何使用美国化妆品、尼龙丝袜和过氧化物（用于漂白头发）的人都可以感受到。
为从梦露的流行中获利，二十世纪福斯培养了几个与她长得很像的女演员，包括杰恩·曼斯菲尔德和谢瑞·诺丝。其他电影公司也试图打造自己的梦露：环球影业与玛米·范·多伦、哥伦比亚影业与金·诺瓦克以及兰克机构与黛安娜·道尔斯。

## 影响
《美国流行文化指南》（The Guide to United States Popular Culture）称，“作为美国流行文化的一个标志，梦露在流行程度上鲜有对手，仅有的几个包括埃尔维斯·普雷斯利和米老鼠……从来没有哪个明星曾激发过如此广泛的情感——从情欲到怜悯，从羡慕到悔恨。”
美国电影学把她评为美国电影史上最伟大的银幕传奇女星第六名，史密森尼学会将她列入“百名有史以来最伟大的美国人”名单中，在《综艺》和VH1的二十世纪最伟大的流行文化标志排名中，梦露位居前十。成百上千部描写梦露的书籍出版，许多电影、戏剧、歌剧与歌曲一直以她为主题，部分艺术家和娱乐明星也受到她的影响，如安迪·沃霍尔和麦当娜。她依然是一个价值品牌：她的形象和名字被授权给数百种产品，她还出现在蜜丝佛陀、香奈儿、梅赛德斯-奔驰和绝对伏特加等跨国公司的广告宣传中。

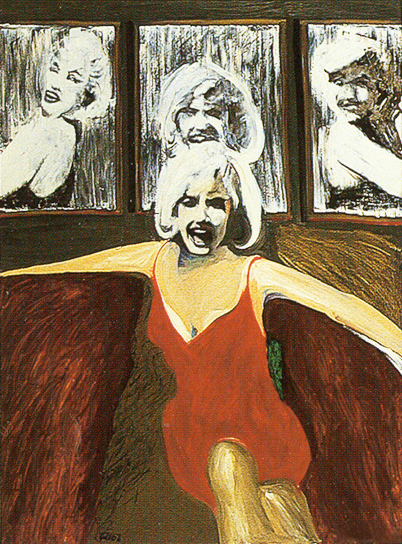
流行艺术家詹姆斯·吉尔的画作《玛丽莲三联画》（Marilyn Triptych，1962）的左半部分

梦露的经久不衰与她矛盾的公众形象息息相关。一方面，她依然是一个性感符号、美女偶像和经典好莱坞电影中最著名的明星之一。另一方面，人们依旧记得她混乱的私生活、不安定的童年、在事业方面的斗争和她的死亡以及围绕其中的阴谋论。她一直是对性别与女权主义感兴趣的学者和记者笔下的常客，这些人有格洛丽亚·斯泰纳姆、杰奎琳·罗丝、莫莉·哈斯克尔、莎拉·丘吉维尔和洛伊丝·班纳等。斯泰纳姆等人把她看作片厂制度的受害者。而哈斯克尔、罗丝和丘吉维尔等人则强调了梦露在她的事业中发挥的积极作用以及她参与塑造公众形象。
由于明星身份和混乱的私生活之间的反差，梦露与有关大众媒体、名声和消费文化等现代化现象的广泛讨论紧密相连。根据学者苏珊娜·哈姆斯查（Susanne Hamscha）所述，因为梦露与正在进行的关于现代社会的讨论有着持续相关性，所以她“永远不会完全身处于一个时间和地点”，而会成为“一个平面，可以在其中重新构建美国文化的叙事”和“一种文化类型的函数，可以被复制、转化、翻译成新的语言以及被其他人演绎”。同样地，班纳称梦露是“永恒之变形者”，“每一代人，甚至每一个人都能以他们自己的标准”对她进行再创造。
尽管梦露仍是一个文化标志，但评论家在她作为一名女演员的影响上存在分歧。大卫·汤姆森称她用来工作的身体是“虚幻的”，宝琳·凯尔写道她不会表演，而是“用她欠缺的女演员技巧来取悦大众”。她以机智或愚钝或拼命把芝士蛋糕变成了演技—反之亦然；她做了其他“有眼光”的人没有做的事情。相比之下，彼得·布拉德肖称梦露是一位天才喜剧演员，“懂得喜剧如何达到效果”，乔纳森·罗森鲍姆指出“她巧妙地颠覆了对拜金的性别歧视观点”，并认为“人们难以觉察梦露作为一名女演员的智慧的现象似乎根植于专制时代的思想，那时出类拔萃的女人不应该是聪明的”。

## 影视作品
- 《危险的年代（英语：Dangerous Years）》（1947）
- 《斯库达，呼！斯库达，嘿！（英语：Scudda Hoo! Scudda Hay!）》（1948）
- 《歌舞团的女人们（英语：Ladies of the Chorus）》（1948）
- 《爱之欢乐（英语：Love Happy）》（1949）
- 《去托马霍克的票（英语：A Ticket to Tomahawk）》（1950）
- 《夜阑人未静》（1950）
- 《彗星美人》（1950）
- 《火球（英语：The Fireball）》（1950）
- 《铁臂金刚（英语：Right Cross）》（1951）
- 《家乡的故事（英语：Home Town Story）》（1951）
- 《豆蔻年华（英语：As Young as You Feel）》（1951）
- 《爱巢（英语：Love Nest）》（1951）
- 《让我们堂堂正正结婚吧（英语：Let's Make It Legal）》（1951）
- 《夜间冲突（英语：Clash by Night）》（1952）
- 《未婚伉俪（英语：We're Not Married!）》（1952）
- 《无需敲门（英语：Don't Bother to Knock）》（1952）
- 《妙药春情（英语：Monkey Business (1952 film)）》（1952）
- 《绵绣人生（英语：O. Henry's Full House）》（1952）
- 《飞瀑怒潮》（1953）
- 《绅士爱美人》（1953）
- 《愿嫁金龟婿》（1953）
- 《大江东去》（1954）
- 《娱乐至上（英语：There's No Business Like Show Business (film)）》（1954）
- 《七年之痒》（1955）
- 《巴士站》（1956）
- 《游龙戏凤》（1957）
- 《热情如火》（1959）
- 《让我们相爱吧（英语：Let's Make Love）》（1960）
- 《乱点鸳鸯谱（英语：The Misfits (film)）》（1961）
- 《濒于崩溃（英语：Something's Got to Give）》（1962－未完成）